# 알리 하메네이
알리 호세이니 하메네이(Ali Khamenei, 1939년 4월 19일 ~ )는 1989년부터 제2대 이란 최고 지도자를 지낸 이란의 성직자이자 정치인이다. 36년간 최고 지도자로 재임하여 중동에서 가장 오래 재임한 국가원수이자, 샤 모하마드 레자 팔라비에 이어 20세기와 21세기 이란 지도자 중 두 번째로 오래 재임하고 있다.
마슈하드에서 하메네이 가문의 일원으로 태어난 알리 하메네이는 자신의 고향에서 하우자에서 공부하고, 1958년에 곰에 정착하여 루홀라 호메이니의 강의를 들었다. 하메네이는 이란의 샤 모하마드 레자 팔라비에 대한 반대 운동에 참여했고, 샤 정권에 의해 세 번 추방되기 전까지 여섯 번 체포되었다. 하메네이는 이란 혁명(1978–1979)의 주류 인사였고, 혁명 성공 후 새로 수립된 이슬람 공화국에서 여러 직책을 맡았다. 혁명 이후, 암살 표적이 되어 오른팔이 마비되는 부상을 입었다. 하메네이는 이란-이라크 전쟁 중이던 1981년부터 1989년까지 제3대 이란 대통령을 지냈으며, 이 시기에 이슬람 혁명 수비대와도 긴밀한 관계를 맺었다. 1989년 호메이니 사망 후, 하메네이는 전문가 회의에 의해 최고 지도자로 선출되었다.
최고 지도자로서 하메네이는 이란의 과학 발전을 장려하여 교육과 훈련을 통해 상당한 발전을 이루었으며, 국제 제재에도 불구하고 이를 달성했다. 그는 민간용 이란 핵 프로그램을 지지하는 한편, 모든 종류의 대량살상무기 생산을 금지하는 파트와를 발표했다. 하메네이는 국영 산업의 경제 민영화를 지지했으며, 석유와 가스 매장량을 통해 이란을 "에너지 강국"으로 변화시켰다. 그의 외교 정책은 시아파 이슬람교와 이란 혁명 수출에 초점을 맞추고 있으며, 이란은 이라크 전쟁, 시리아 내전, 예멘 내전에서 "저항의 축" 연합을 지지했다. 그는 반복적으로 이스라엘의 파괴를 요구하고 반유대주의적 수사, 특히 홀로코스트 부정을 표현했다. 그는 이스라엘-팔레스타인 분쟁에서 팔레스타인인을 지지하고, 하마스와 헤즈볼라를 지원, 자금 제공, 훈련한 것으로 알려져 있다. 하메네이는 재임 기간 동안 2009년 대통령 선거 시위, 2018년~2019년 총파업 및 시위, 마흐사 아미니 시위를 포함한 많은 시위에 직면했다.
만연한 개인 숭배의 대상인 하메네이는 지지자들로부터 지역에서 서방 패권을 거부한 단호한 반제국주의 지도자이자 이란의 이슬람 정체성의 구현으로 여겨진다. 그는 또한 아야톨라라는 칭호로도 알려져 있으며, 세계를 이끄는 시아 이슬람 마르자 중 한 명으로 간주된다. 하메네이의 비판자들은 그를 억압, 대규모 살인, 기타 불의의 행위에 책임이 있는 억압적인 독재자로 보고 있지만, 이러한 적용 가능성은 논란의 여지가 있다.

## 생애 초기

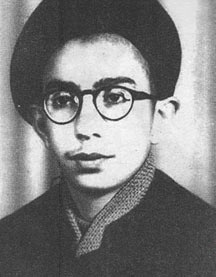
십대 하메네이

알리 하메네이는 1939년 4월 19일 이라크 나자프에서 태어난 울라마이자 무즈타히드인 자바드 하메네이와 하셰미 미르다마디의 딸인 하디제 미르다마디 사이에서 마슈하드에서 여덟 자녀 중 두 번째로 태어났다. 형제 중 두 명은 성직자가 되었다. 남동생 하디 하메네이는 신문 편집자이자 성직자이다. 누나 파테메 호세이니 하메네이는 2015년에 89세로 사망했다. 아버지는 아제르바이잔 혈통으로 하마네 출신이었고, 어머니는 페르시아 혈통으로 야즈드 출신이었다.  조상 중 일부는 오늘날 마르카지주의 타프레시 출신으로, 원래 타프레시에서 타브리즈 근처의 하마네로 이주했다.
하메네이의 조상 중에는 시아 이맘 중 네 번째 이맘인 알리 알-사자드의 손자이자 술탄 사이이드로 알려진 술탄 울-울라마 아흐마드의 후손인 사이이드 호세인 타프레시가 있다.

### 교육
하메네이는 4세 때부터 막타브에서 쿠란을 배우면서 교육을 시작했다. 그는 마슈하드의 하우자에서 셰이크 하셈 카즈비니와 아야톨라 밀라니와 같은 멘토 밑에서 기초 및 고급 신학교 과정을 보냈다. 그 후 1957년 나자프로 갔으나 아버지의 반대로 곧 마슈하드로 돌아왔다. 1958년 곰에 정착하여 세예드 호세인 보루제르디와 루홀라 호메이니의 강의를 들었다. 당시 다른 정치 활동가 성직자들과 마찬가지로 하메네이는 종교 학문보다는 정치에 훨씬 더 깊이 관여했다.

## 정치 생활과 대통령직

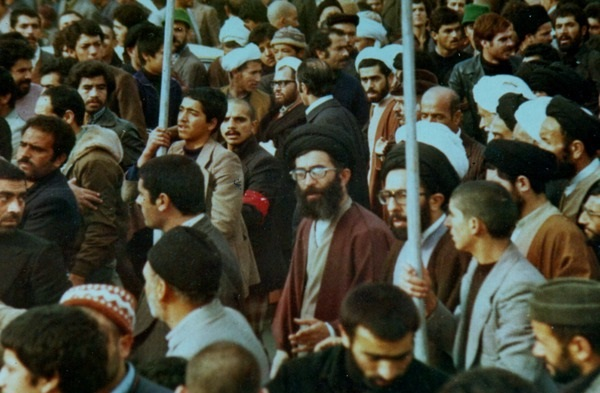
이란 혁명 기간 중 마슈하드 시위에 참여한 하메네이

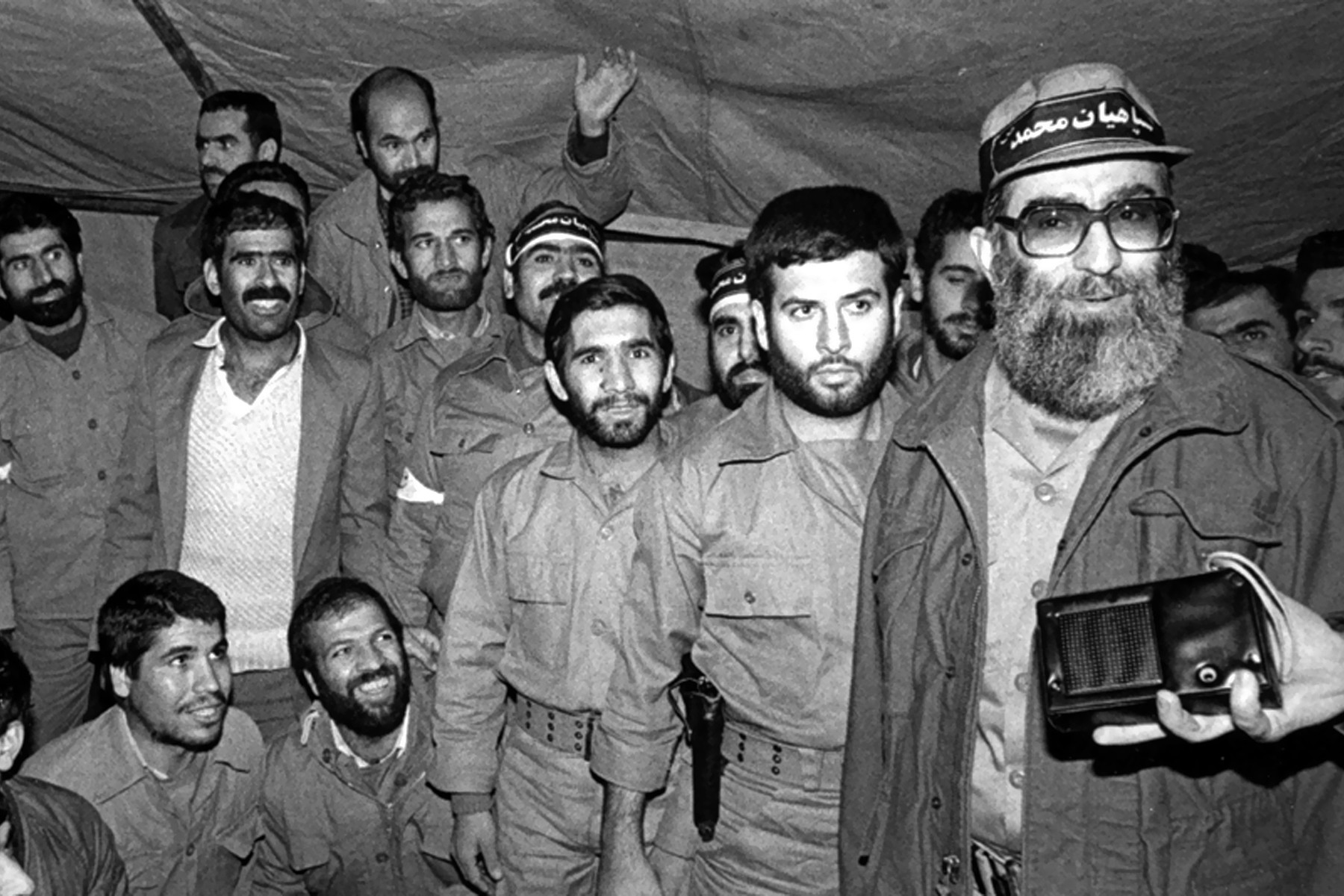
이란-이라크 전쟁 중 군복을 입은 하메네이

그의 공식 웹사이트에 따르면, 하메네이는 모하마드 레자 팔라비 통치 기간 동안 여섯 차례 체포된 후 3년간 망명 생활을 했다. 하메네이는 이란 이란 혁명의 핵심 인물이자 루홀라 호메이니의 측근이었다. 이슬람 공화국 건국 이후, 하메네이는 여러 정부 직책을 맡았다. 하메네이는 1979년 4월 14일부터 아스탄 쿠즈 라자비의 하인들을 이끌어왔다. 무함마드 사히미는 그의 정치 경력이 이란 혁명 이후 시작되었다고 주장했는데, 당시 이란의 전 대통령인 악바르 하셰미 라프산자니가 호메이니의 측근으로서 하메네이를 호메이니의 핵심 측근으로 데려왔다고 한다. 나중에 당시 의원이었던 하산 로하니가 하메네이를 임시 혁명 정부의 국방부 차관이라는 첫 주요 직책에 앉혔다.
1980년 후세인-알리 몬타제리가 사임한 후, 루홀라 호메이니는 알리 하메네이를 테헤란 금요 예배 이맘 직책에 임명했다. 하메네이는 1979년 7월 말부터 11월 6일까지 잠시 국방부 차관을 지냈으며 이슬람 혁명 수비대의 감독관으로도 활동했다. 그는 또한 이란 의회 국방위원회의 대표로서 전장에서 근무했다.

### 암살 시도

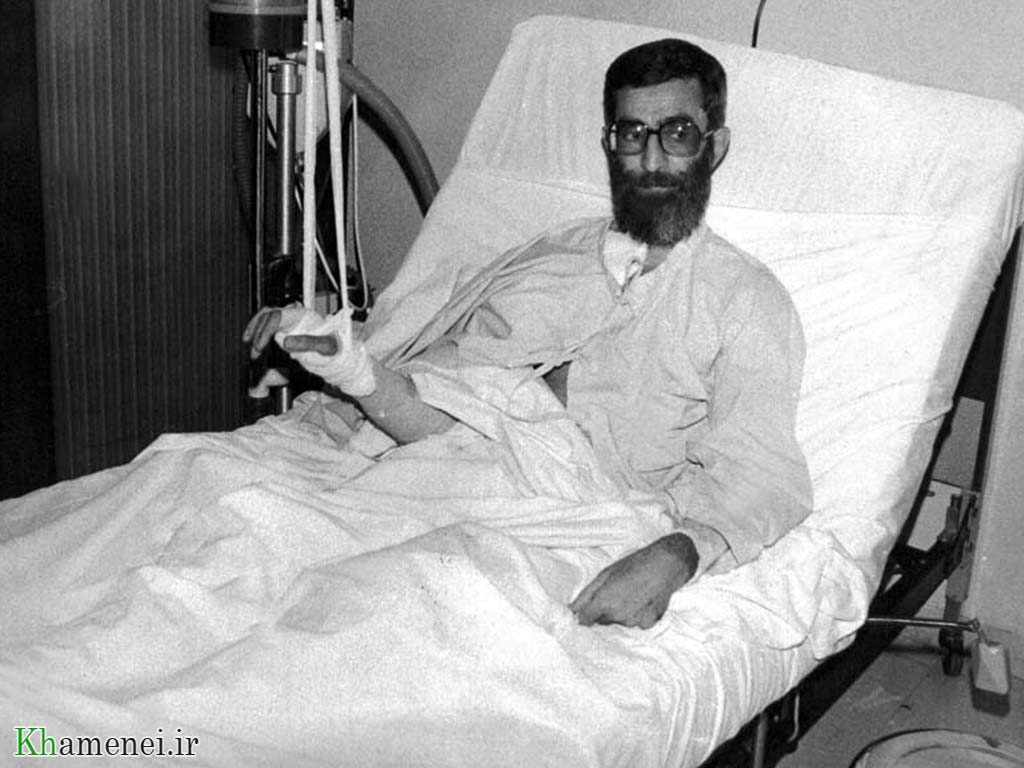
암살 시도 후 병원에 입원한 하메네이

1981년 6월 27일, 하메네이가 전선에서 돌아온 후, 그는 토요일 일정에 따라 아부자르 모스크로 갔다. 첫 기도 후, 그는 질문을 종이에 쓴 신도들에게 강연했다. 그 사이, 한 젊은이가 녹음기 앞에 설치되어 있던 폭탄이 터졌다. 1분 후 녹음기가 휘파람 소리를 내더니 갑자기 폭발했다. 녹음기 내부 벽에는 "푸르칸 그룹이 이슬람 공화국에 바치는 선물"이라고 쓰여 있었다. 이는 이란 인민무자헤딘기구에 의한 암살 시도였다. 하메네이는 팔, 성대, 폐가 심하게 다쳐 몇 달 동안 치료를 받았고, 결국 영구적으로 오른팔을 쓸 수 없게 되었다.

### 대통령으로서

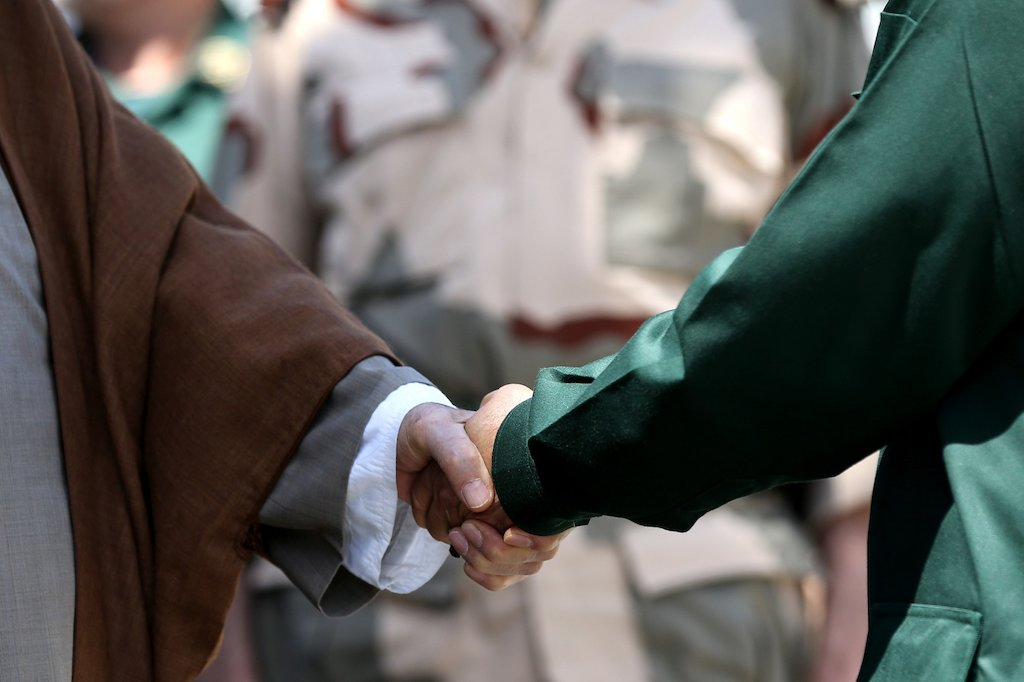
암살 미수 사건 이후 왼손으로 악수하는 하메네이.

1981년 모함마드-알리 라자이 암살 후, 하메네이는 1981년 10월 이란 대통령 선거에서 압도적인 득표(97%)로 이란 대통령에 당선되었는데, 당시에는 수호자 위원회에서 단 네 명의 후보자만 승인되었다. 하메네이는 성직자 출신으로는 처음으로 대통령직에 올랐다. 루홀라 호메이니는 원래 성직자들이 대통령직을 맡는 것을 원하지 않았으나 나중에 입장을 바꿨다. 수호자 위원회에서 세 명의 후보자만 승인된 1985년 이란 대통령 선거에서 알리 하메네이는 87%의 득표율로 이란 대통령에 재선되었다.
대통령 취임 연설에서 하메네이는 "일탈, 자유주의, 미국 영향하의 좌파"를 제거하겠다고 맹세했다. 이란 상공회의소에 따르면, 비폭력 및 폭력 시위, 암살, 게릴라 활동, 봉기를 포함한 정부에 대한 격렬한 반대는 1980년대 초 하메네이 대통령 재임 전후로 국가적 억압과 테러로 대응되었다. 반군 집단에 소속된 수천 명의 일반 대원들이 혁명 재판소에 의해 종종 살해되었다. 1982년까지 정부는 법원을 제어하겠다고 발표했지만, 1980년대 상반기에도 다양한 정치 집단은 정부에 의해 계속 억압되었다.

### 이란-이라크 전쟁 기간

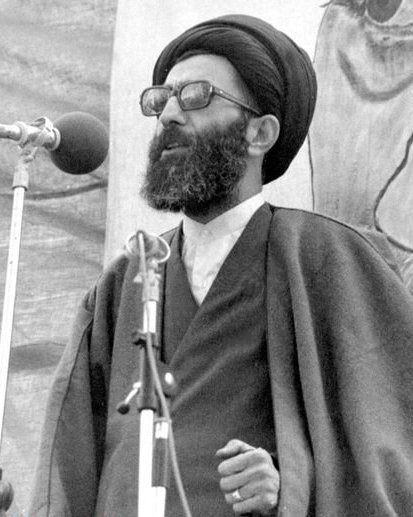
1979년 테헤란 금요 예배 이맘으로서의 하메네이

하메네이는 1980년대 이란-이라크 전쟁 동안 이란의 지도자 중 한 명이었으며, 현재는 강력한 이슬람 혁명 수비대와 긴밀한 관계를 맺었다. 혁명 수비대는 이란 이슬람 공화국에 대한 반대를 진압하기 위해 배치되었다. 대통령으로서 그는 군사, 예산, 행정 세부 사항에 깊이 관심을 가졌다. 1982년 이라크군이 이란에서 추방된 후, 하메네이는 이라크 침공에 반대하는 주요 인사 중 한 명이 되었는데, 이는 나중에 2009년 이란 대통령 선거 시위에서 갈등을 빚게 될 총리 미르호세인 무사비와 공유하는 견해였다.

### 전쟁 이후
1997년 4월 10일 미코노스 식당 암살 사건에 대한 판결에서 독일 법원은 이란 정보부 장관 알리 팔라히안에 대해 국제 체포 영장을 발부했다. 이 암살이 하메네이와 라프산자니의 지시를 받아 이루어졌다고 선언했다. 그러나 이란 관리들은 자신들의 개입을 단호히 부인했다. 당시 이란 의회 의장이었던 알리 악바르 나테그-누리는 이 판결을 정치적이고 거짓이며 근거 없는 것이라고 일축했다. 이 판결은 이란 정부와 여러 유럽 국가 간에 1997년 11월까지 지속된 외교 위기를 초래했다. 피고인 다라비와 라하옐은 마침내 2007년 12월 10일 석방되어 본국으로 송환되었다.

## 최고 지도자

### 최고 지도자 선출
1989년 아야톨라 호메이니는 아야톨라 몬타제리를 그의 정치적 후계자 자리에서 해임하고 대신 하메네이에게 그 자리를 주었다. 하메네이는 마르자도 아야톨라도 아니었기 때문에 전문가 회의는 그에게 이란의 새 최고 지도자 직위를 부여하기 위해 헌법을 수정해야 했다(이 결정은 여러 대 아야톨라에 의해 반대되었다). 하메네이는 호메이니 사망 후 1989년 6월 4일 전문가 회의에 의해 새로운 최고 지도자로 선출되면서 공식적으로 루홀라 호메이니의 뒤를 이었다.

#### 지도부 평의회 제안

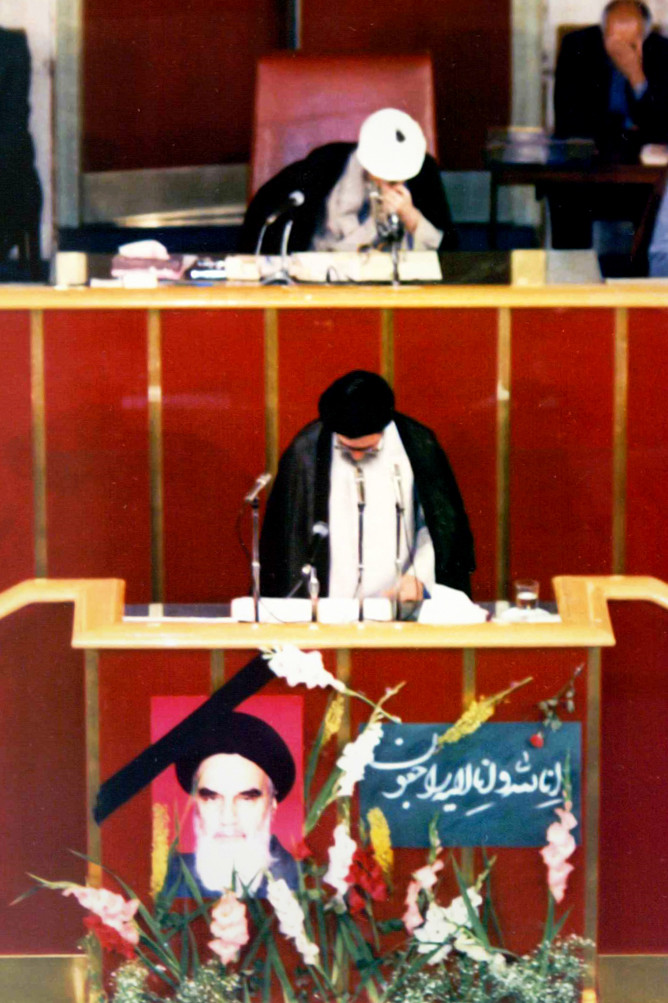
전문가 회의에서 루홀라 호메이니의 유언을 낭독하는 하메네이

초기에 전문가 회의의 일부 구성원들은 지도부 평의회 아이디어를 제안했다. 다양한 목록이 제안되었고, 하메네이는 그 모든 목록에 포함되었다. 예를 들어, 알리 메시키니, 압둘-카림 무사비 아르데빌리, 그리고 하메네이 세 명으로 구성된 평의회가 이란을 이끌도록 제안되었다. 라프산자니에 따르면, 그와 하메네이는 이 제안에 반대했고, 아야톨라 하에리 시라지와 아야톨라 에브라힘 아미니는 찬성했다. 평의회 제안 지지자들은 평의회를 두는 것이 사회에 더 높은 수준의 통합을 가져오고 더 긍정적인 특성이 평의회에서 발견될 것이라고 믿었다. 반대로, 반대자들은 사법 평의회의 경우와 같은 과거 경험에 비추어 볼 때 개별 지도자가 더 효율적이라고 믿었다.
에브라힘 아미니는 양측이 제시한 이유를 요약했다. 그에 따르면, 반대자들은 이 제안을 거부했는데, 그 이유는 다음과 같다. 1) 이슬람 법학자의 수호에 대한 증거는 개인의 수호에만 해당되었고, 평의회가 있을 때 누가 수호를 맡는지 명확하지 않았다. 평의회의 수호는 하디스나 이슬람 법학에 뿌리를 두고 있지 않았다. 2) 방송 평의회와 최고 사법 평의회와 같은 이전의 평의회 형태 조직들은 실제로는 성공적이지 않았으며, 지도부 평의회도 비슷한 이유로 잘 작동하지 않을 것이다. 3) 사람들은 개인 지도자의 지도력에 익숙했으며, 지도부 평의회는 그들에게 생소한 것이었다. 4) 개별 지도자가 중대하고 본질적인 결정과 문제 및 위기 해결에 있어 더 단호하게 행동할 수 있었다.
반면에, 이 제안의 지지자들은 다음과 같이 믿었다. 1) 당시에는 호메이니와 동등하거나 심지어 두세 단계 낮은 파키가 없었기 때문에 사람들의 기대를 충족시킬 수 없었다. 2) 지도부 평의회의 경우, 구성원 중 누군가 어떤 분야에서 부족함이 있다면 서로 보완할 수 있었다.
결국, 45명의 의원이 지도부 평의회 제안에 반대했고, 20명 이상이 찬성하여 제안은 부결되었다. 회의가 지도부 평의회 아이디어를 부결시킨 후, 하메네이는 참석한 74명의 의원 중 60표를 얻어 지도자로 선출되었고, 모함마드-레자 골파이가니 대아야톨라는 나머지 14표를 받았다. 그는 결국 그 직책을 수락했지만, "내 지명은 우리 모두를 피눈물 흘리게 할 것"이라고 말하며 자신의 부족함을 항변했고, 전문가 회의의 무즈타히드들과 논쟁했다.

#### 마르자 기준

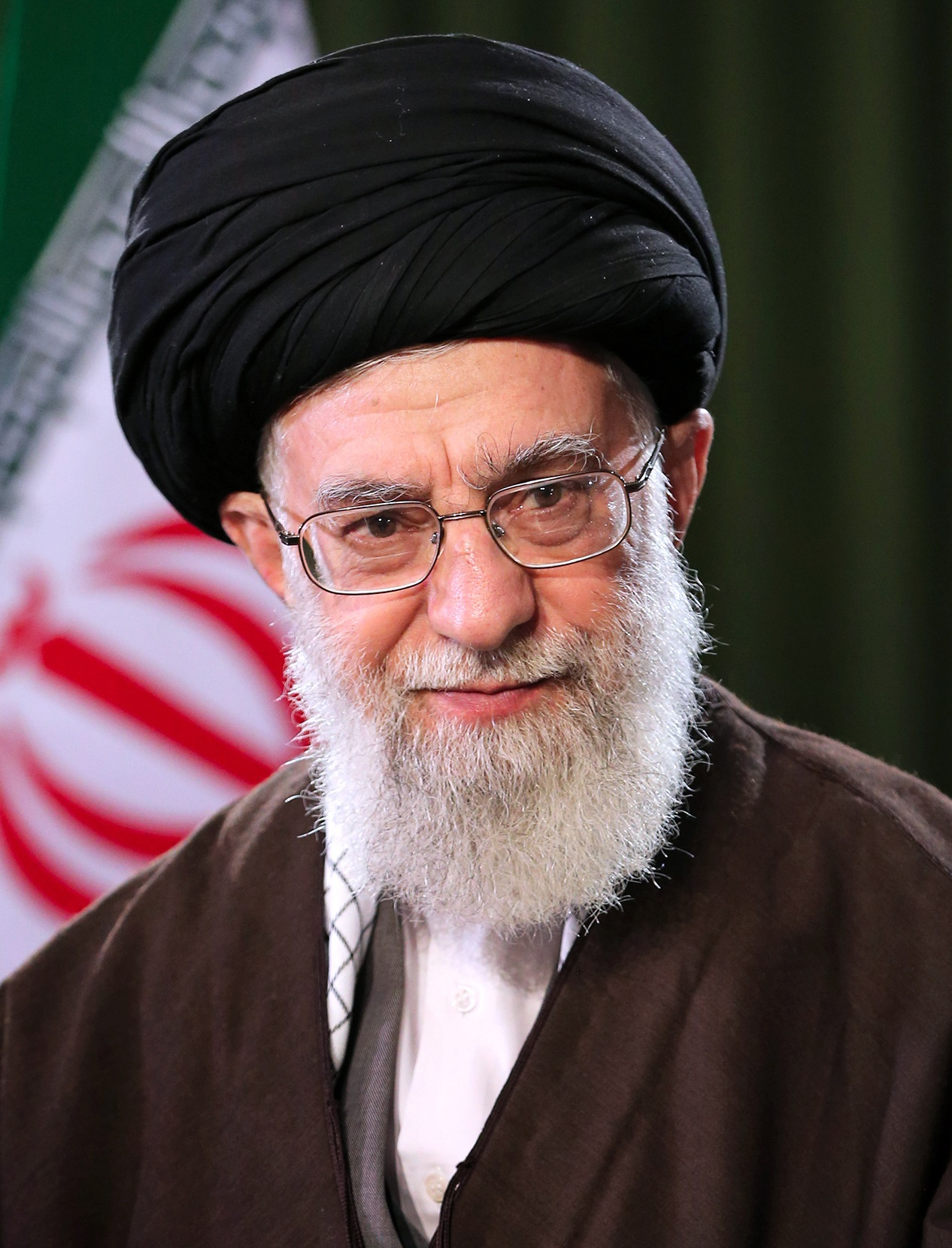
2018년의 모습

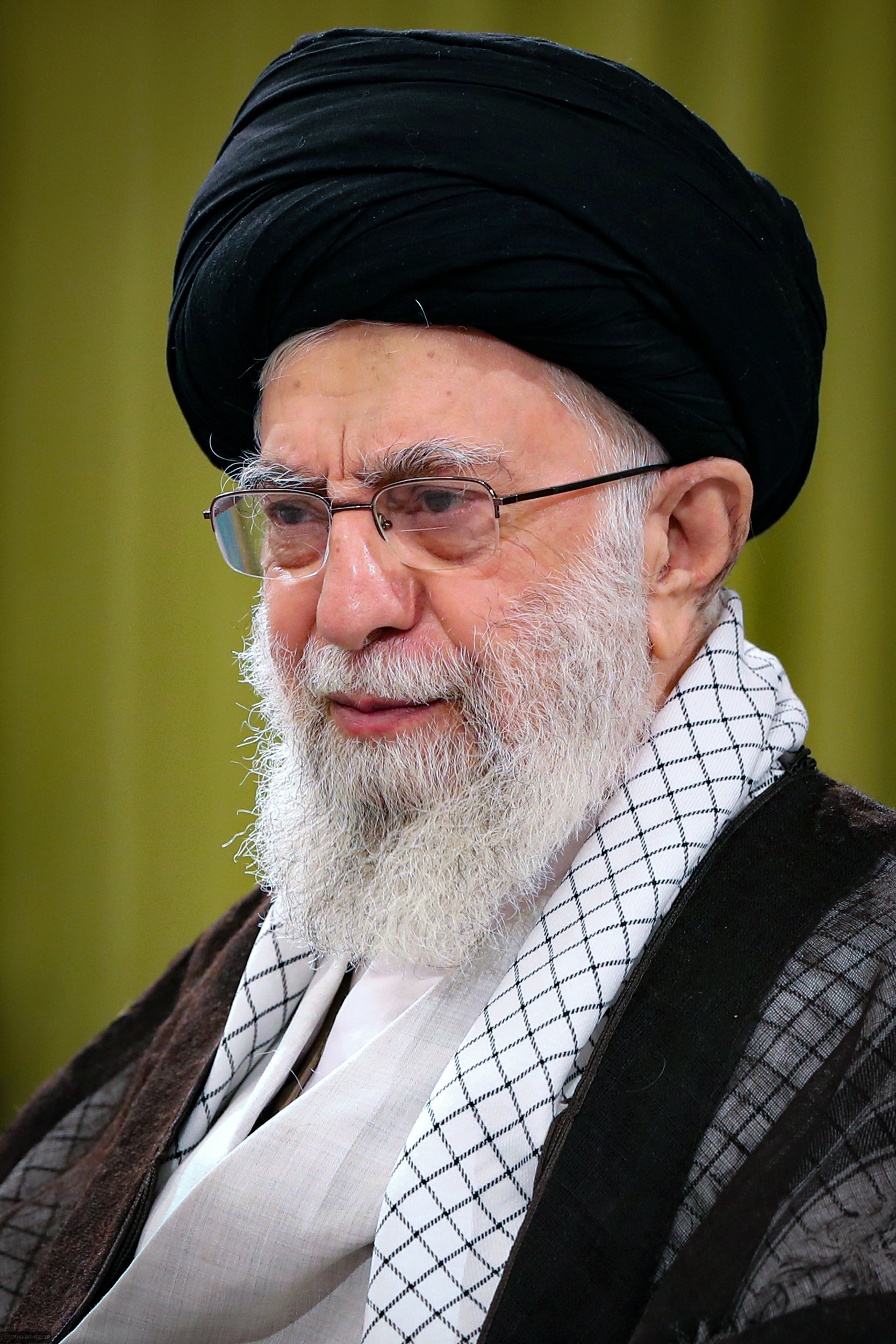
2022년의 모습

하메네이는 당시 이란 헌법이 요구하는 마르자가 아니었기 때문에 임시 최고 지도자로 지명되었다. 나중에 헌법이 개정되어 그 요구 사항이 제거되었고, 전문가 회의는 1989년 8월 6일 다시 모여 하메네이를 참석한 64명 중 60표로 재확인했다. 1989년 4월 29일, 헌법 개정 위원회 의장인 아야톨라 알리 메시키니의 마르자 기준에 대한 호메이니의 견해를 묻는 서한에 대해 호메이니는 다음과 같이 답했다. "처음부터 나는 마르자이야트(법학적 권위)의 요구 사항이 필요 없다고 믿고 주장했습니다. 존경하는 전문가 회의(마즐리스-이 호브레간)의 승인을 받은 경건한 무즈타히드(법학자-지식인)면 충분합니다." 2017년~2018년 이란 시위 동안 공개된 영상에서 하메네이는 의회 앞에서 자신이 종교적으로 최고 지도자가 될 자격이 없다고 말하는 모습이 보인다. 이란 헌법이 요구하는 마르자가 아닌 후자트 알-이슬람으로 분류된 하메네이는 자신이 "명목상의 지도자"일 뿐이라고 말했고, 악바르 하셰미 라프산자니는 그 직위가 1년 후에 국민투표가 계획된 것처럼 "일시적"일 것이라고 안심시켰다.
2022년 8월 29일, 알-하에리는 고령과 질병으로 인해 마르자 직위에서 사임한다고 발표했다. 이는 역사상 처음으로 마르자가 직위에서 사임한 사례로 묘사되었다. 그는 추종자들에게 이란 최고 지도자 알리 하메네이를 "우리 국민을 이끌고 침략자들을 제거하는 데 가장 적합한 인물"로 따르라고 촉구했다.

### 정치 전략 및 철학

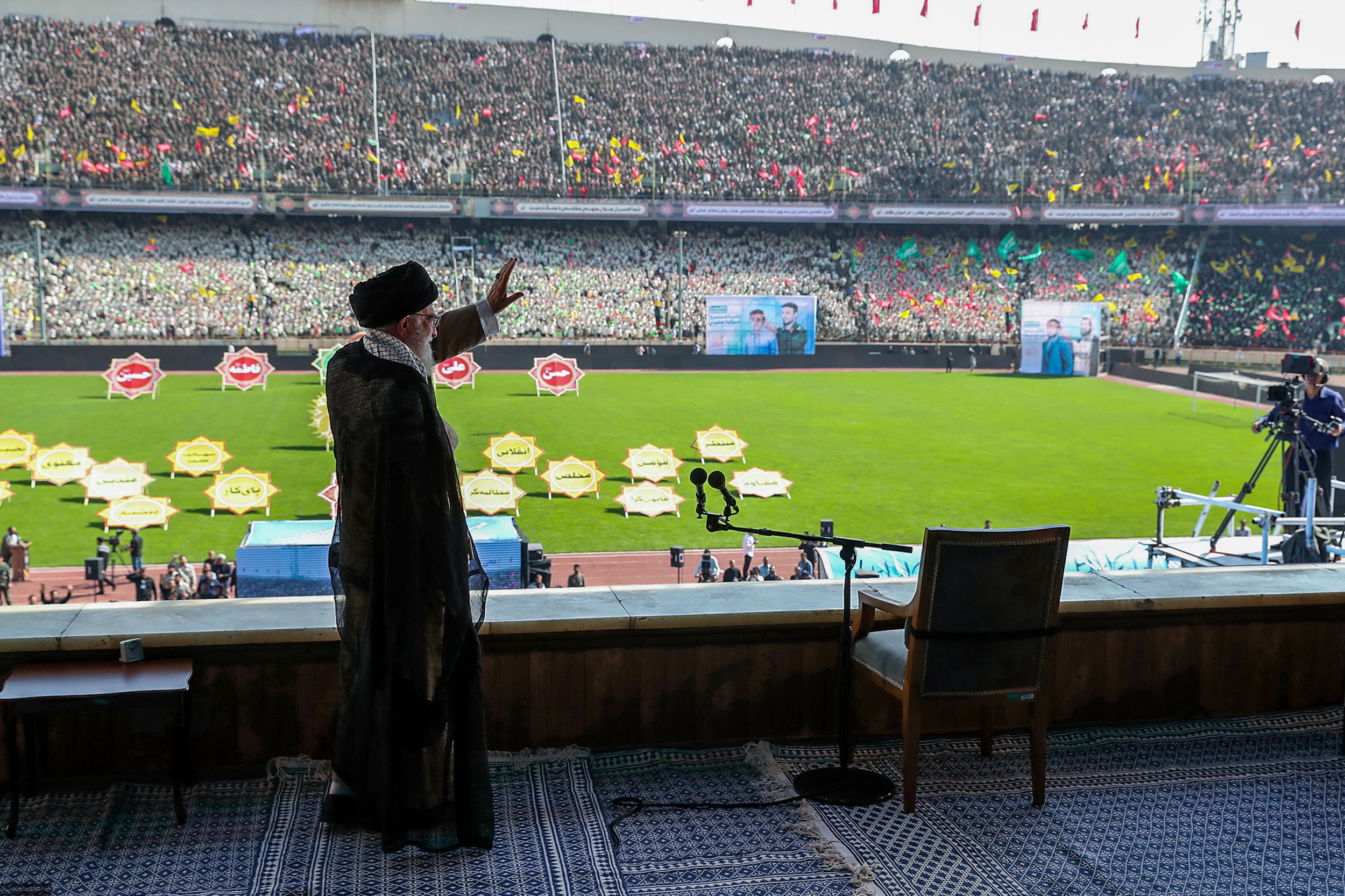
2018년 10월 아자디 스타디움에서 열린 바시지 회원들의 대규모 회의에서 연설하는 하메네이

하메네이 시대는 그의 전임자와는 달랐다. 그러나 그는 "어느 한쪽이 너무 많은 권력을 얻지 않도록 한 집단을 다른 집단과 균형 있게 유지"하는 호메이니의 정책을 계속했다. 하지만 호메이니의 카리스마와 성직자적 지위가 부족했기에, 그는 먼저 군대 내에서, 그리고 성직자들 사이에서 개인적인 네트워크를 구축했으며, 동시에 곰과 마슈하드의 주요 보니야드와 신학교를 관리했다. 최고 지도자로서 30년간 재임하면서 하메네이는 이란의 주요 기관 곳곳에 많은 충성파를 배치하여 "그를 섬기고 보호하는 시스템을 구축"할 수 있었다. 전 성직자 메흐디 할라지와 사에이드 골카르는 하메네이의 시스템이 각 국가 기관(군대, 정보 기관 등)마다 "병렬 구조"를 만들어 기관들을 약화시켰다고 설명한다.
존스 홉킨스 고등국제학대학의 발리 나스르에 따르면, "[하메네이]는 대통령의 많은 권한을 가져가고 최고 지도자의 자리를 이란 정치의 전지전능한 감독자로 만들었다." 나스르의 견해로는 하메네이는 "특이한 종류의 독재자"이다. 하메네이의 영향력 아래에 있는 관리들은 "의회, 대통령직, 사법부, 혁명 수비대, 군대, 정보 기관, 경찰 기관, 성직자 엘리트, 금요 기도 지도자들, 그리고 대부분의 언론"뿐만 아니라 다양한 "비정부 재단, 조직, 평의회, 신학교 및 사업 집단"을 포함하여 국가의 다양한 권력과 때로는 다툼이 있는 기관들에 영향을 미친다.
하메네이는 경제, 환경, 외교 정책 및 이란의 모든 것에 대한 최종 결정을 내리고 법령을 발표한다. 하메네이는 정기적으로 대통령, 내각 구성원, 사법부 수장 및 관리, 국회의원 등과 만나 그들에게 해야 할 일을 지시한다. 하메네이는 또한 대통령 내각 임명을 해고하고 재임명했다. 하메네이는 해외 고위 인사들과 만나지만 해외 여행은 하지 않는다. 그를 만나고 싶으면 이란으로 와야 한다. 학생 시절 나자프에 머문 것을 제외하고 하메네이는 대통령 재임 중 리비아를 방문했다.
연설에서 하메네이는 1979년 혁명의 많은 친숙한 주제들, 즉 정의, 독립, 자립, 이슬람 정부, 그리고 이스라엘과 미국에 대한 단호한 반대를 정기적으로 언급하며, 민주주의와 더 큰 정부 투명성과 같은 다른 혁명적 이상들은 거의 언급하지 않는다. 카네기 국제평화재단의 카림 사자드푸르에 따르면, 하메네이는 "미국과의 모두스 비벤디를 찾으려는 라프산자니의 시도, 보다 민주적인 이슬람 국가에 대한 하타미의 열망, 그리고 노골적인 대결을 선호하는 아마디네자드의 성향에 저항했다."

#### 국영 기업의 민영화
2007년, 하메네이는 전화 회사, 3개 은행, 수십 개의 소규모 석유 및 석유화학 기업을 포함한 국영 기업의 민영화를 촉구했다. 몇 달 후, 당시 마무드 아마디네자드 대통령과 내각 장관들, 주요 성직자들, 의회 의장 및 주지사들, 국영 방송국 및 이란 상공회의소 대표들이 참석한 텔레비전 회의에서 하메네이는 "일부 법률을 통과시키고, 일부 사업을 매각하며, 신속하게 처리하라"고 지시했다. 하메네이는 "이러한 정책에 적대적인 자들은 자신들의 이익과 영향력을 잃게 될 것"이라고 경고했다.

### 대 아야톨라 지위 관련 논쟁

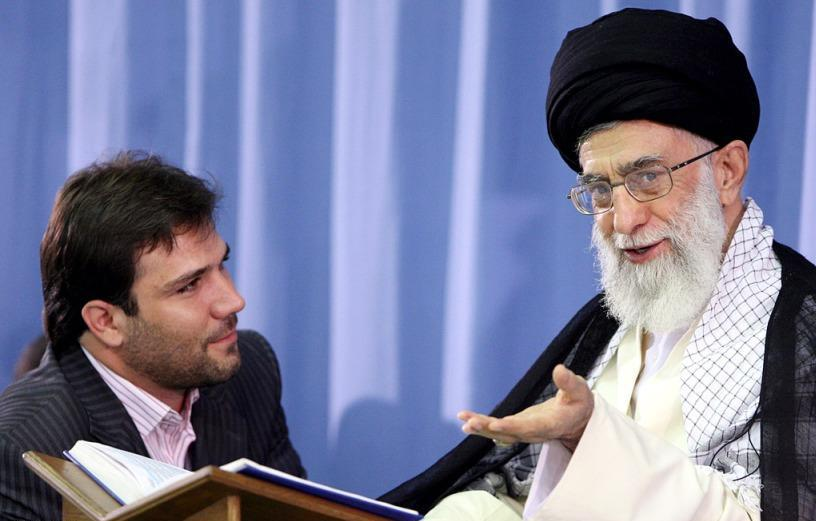
카리와 회의 중인 하메네이

1994년 모함마드 알리 아라키 대 아야톨라가 사망한 후, 곰 신학교 교사회는 하메네이를 새로운 마르자로 선언했다. 그러나 여러 아야톨라들은 그를 마르자로 인정하지 않았다. 그 반대파 성직자들 중 일부는 모함마드 시라지, 후세인-알리 몬타제리, 하산 타바타바이-코미, 그리고 야수베딘 라스테가르 주바리를 포함했다. 예를 들어 1997년에 몬타제리는 "지도자의 권한에 의문을 제기"했고, 그 결과 그의 종교 학교 폐쇄, 곰에 있는 그의 사무실 공격, 그리고 가택 연금이라는 처벌을 받았다.

### 임명
아래 표는 최고 지도자가 직접 임명한 이란의 현직 고위 공직자 일부를 나열한다 (임명 날짜순으로 정렬):
| 직책                             | 현직자                        | 임명일           | 임기  | 각주   |
| -------------------------------- | ----------------------------- | ---------------- | ----- | ------ |
| 이란 육군 사령관                 | 육군 사령관 아미르 하타미     | 2025년 6월 14일  | 빈칸  | [ 79 ] |
| 이슬람 혁명 수비대 사령관        | 육군 사령관 모하마드 파크푸르 | 2025년 6월 13일  | 빈칸  | [ 80 ] |
| 이란군 참모총장                  | 육군 사령관 압돌라힘 무사비   | 2025년 6월 13일  | 빈칸  | [ 81 ] |
| 보니야드 모스타자판 총재         | 호세인 데흐칸                 | 2023년 10월 29일 | 5년   | [ 82 ] |
| 경찰청장                         | 경감 아흐마드-레자 라단       | 2023년 1월 7일   | 3년   | [ 83 ] |
| 이란 이슬람 공화국 방송 총재     | 페이만 제벨리                 | 2021년 9월 29일  | 빈칸  | [ 84 ] |
| 이란 대법원장                    | 골람-호세인 모세니-에제이     | 2021년 7월 1일   | 5+5년 | [ 85 ] |
| 이맘 호메이니 구호 위원회 위원장 | 모르테자 바흐티아리           | 2019년 7월 22일  | 빈칸  | [ 86 ] |
| 아스탄 쿠즈 라자비 수호자        | 아흐마드 마르비               | 2019년 3월 30일  | 빈칸  | [ 87 ] |
| 이슬람 아자드 대학교 이사회 의장 | 알리 악바르 벨라야티          | 2017년 1월 19일  | 빈칸  | [ 88 ] |

### 개혁 시대 이후의 정치적 권력
하메네이는 개인숭배를 발전시켰으며, 지지자들은 그를 "인류에 대한 신성한 선물"로 묘사하고, 그에 대한 비판자들은 박해받는다. 하메네이가 임명한 이란의 전 대법원장 사디크 라리자니는 이란 대통령에게 하메네이에 대한 반대 의견을 내는 것에 대해 경고했다.
미국 카네기 국제평화재단의 카림 사자드푸르에 따르면, 여러 요인들이 최근 몇 년간 하메네이의 힘을 강화했다.
1) 정부 관료 곳곳의 전략적 요충지에 배치된 광범위한 정치장교 네트워크는 그의 권위를 강제하는 데 전념한다. 2) 약하고 보수파가 지배하는 의회는 하메네이 충성파인 골람-알리 하다드-아델(그의 딸은 지도자의 아들과 결혼했다)이 이끈다. 3) 이슬람 혁명 수비대의 정치 및 경제적 영향력이 급증하고 있으며, 그 최고 지도자들은 하메네이가 직접 임명하고 항상 그에게 공개적으로 복종했다. 4) 이란 젊은 인구의 정치적 무관심 ...; 그리고 5) 가장 중요한 것은 2005년 대통령 선거에서 강경파 마무드 아마디네자드가 하메네이의 주요 라이벌인 하셰미 라프산자니를 압도했다는 점이다 ...

크리스토퍼 디키에 따르면, 하메네이는 권력 기반을 강화하기 위해 안보 및 군사 기관과 긴밀한 관계를 발전시켰으며, 동시에 정부 내와 그의 베이트 라흐바리 단지 주변에서 관료주의를 확장했다.

### 금융 자산
데일리 텔레그래프에 기고한 데미안 맥엘로이와 아흐마드 바흐다트는 다음과 같이 언급했다. "아야톨라는 금욕적인 이미지를 가꾸고 싶어 하지만, 이란의 석유 및 무기 산업에서 큰 수수료를 받으며, 그와 그의 아들이 수십억 달러에 달하는 재산을 축적했다는 주장이 꾸준히 제기되어 왔다." 로이터의 6개월간의 조사에 따르면, 하메네이는 이란 의회가 감독하지 않는 약 950억 달러 상당의 "금융 제국"을 통제하고 있으며, 이는 고인이 된 이란의 샤 모하마드 레자 팔라비의 추정 재산보다 훨씬 큰 액수이다. 로이터 조사에 따르면, 하메네이는 "세타드"라고 불리는 "이맘 명령 집행 본부"의 자산을 이용하여 권력을 더욱 강화한다. 로이터는 "하메네이가 자신을 부유하게 하기 위해 세타드를 이용했다는 증거는 찾지 못했다"고 밝혔지만, 그가 "샤의 재산에 필적하는" 세타드 자금을 정치적 편의를 위해 사용했으며, "세타드는 그에게 의회와 국가 예산으로부터 독립적으로 운영할 수 있는 재정적 수단을 제공하여 이란의 혼란스러운 파벌 다툼으로부터 그를 격리시켰다"는 사실을 발견했다. 데일리 텔레그래프에 따르면, 세타드의 돈은 2013년에 보도된 바와 같이 500명 이상의 직원을 고용하는 하메네이의 베이트 라흐바리 복합단지에 자금을 지원하는 데 사용된다. 세타드 홍보 책임자 하미드 바에지는 이 정보가 "현실과 거리가 멀고 정확하지 않다"고 말했다. 로이터의 6개월간의 조사에 따르면, 세타드 자금의 출처와 관련하여 "세타드는 바하이교도인 바흐다트-에-하그와 같은 종교적 소수자뿐만 아니라 시아 이슬람교도, 사업가, 해외 거주 이란인 등 평범한 이란인 수천 명의 재산을 체계적으로 압류하여 제국을 건설했다."
서방 소식통의 부정적인 보도에도 불구하고, 이란 공식 당국은 세타드를 거대한 자선 재단으로 묘사한다. 2014년 10월 이란 이슬람 공화국 통신과의 인터뷰에서 세타드 책임자인 무함마드 무크베르는 세타드 사업 활동 수익의 90% 이상이 국가 빈곤 지역의 인프라 개선, 일자리 창출, 그리고 이들 지역 주민의 복지 향상에 사용된다고 밝혔다. 이는 이란 사회에 대한 이란 최고 지도자 하메네이의 가장 큰 관심사를 반영한다. 그는 수백 채의 학교, 모스크, 후사이니야 건설과 35만 개 이상의 일자리 창출에 직간접적으로 기여했으며, 향후 3년 동안 총 70만 개의 일자리를 기대한다고 언급했다. 무크베르는 또한 국가 빈곤 지역의 4만 1천 가구에 총 2조 2천 1백억 이란 리알의 카르드 알-하산, 즉 무이자 대출을 제공했다고 밝혔다. 그는 또한 이란 국민에게 소유권을 이전할 목적으로 주식 시장에서 세타드 수익성 사업을 점진적으로 매각할 계획을 밝혔다. 그는 또한 2018년까지 이란 빈곤 지역의 가족들에게 1만 7천 호의 주택 건설 및 인도 계획을 구상했다.

### 2009년 선거 시위 이후의 도전 과제

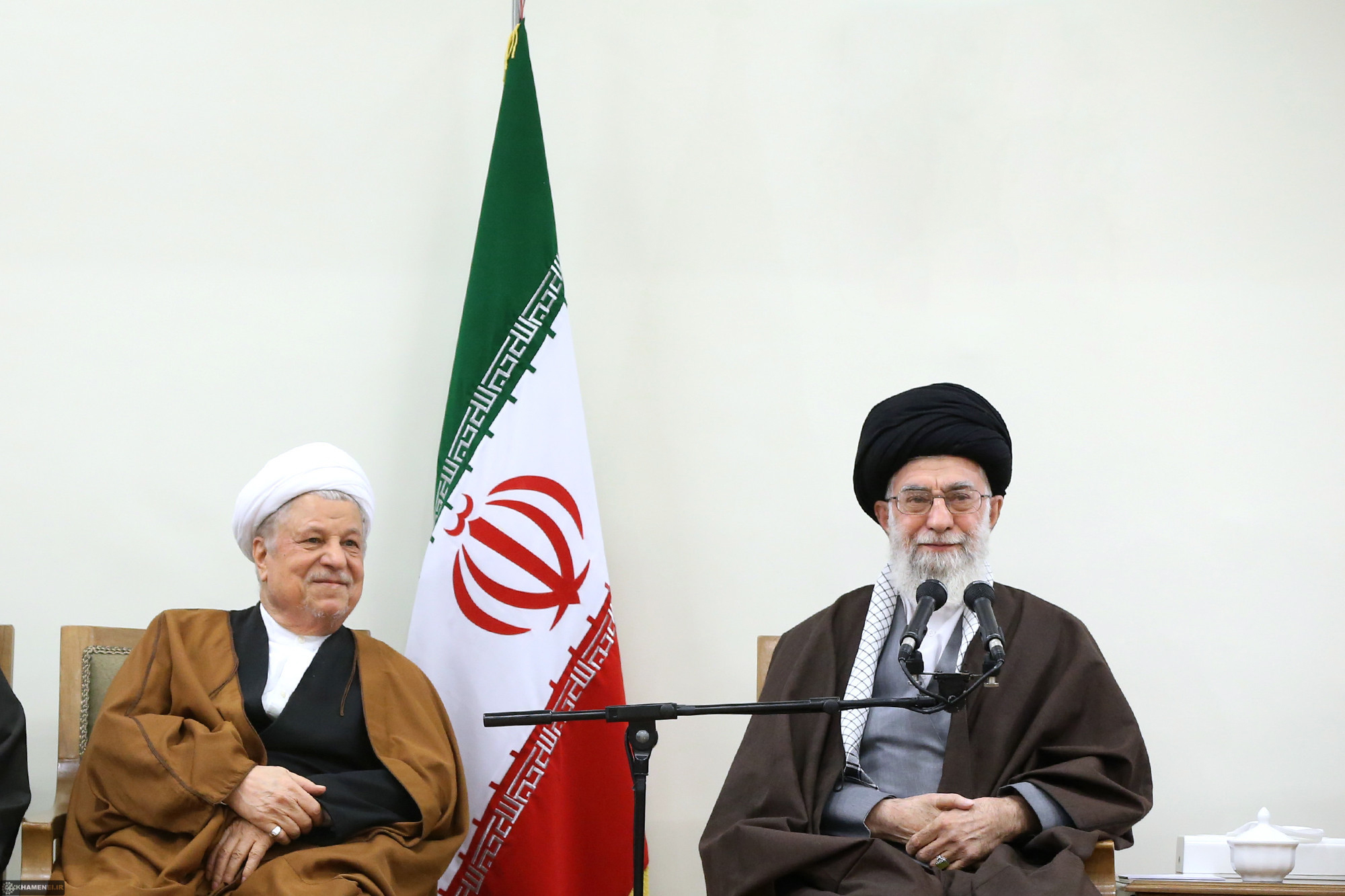
하메네이와 전 대통령 악바르 하셰미 라프산자니

2009년 8월 중순, 익명의 전 개혁파 의원들이 지도자의 자격 조사를 위해 전문가 회의(지도자를 선출하고 (이론상) 감독하며 해임하는 헌법 기관)에 탄원했다. 일주일 후 또 다른 익명의 편지가 "이란 지도자를 독재자라고 비난하고 그의 해임을 요구"하며 이란 성직자 단체에 의해 발송되었다. 이 편지들은 하메네이의 "중립적인 중재자이자 이슬람 지도자로서의 지위"에 타격을 입혔고 "국내에서 가장 강력한 인물에 대한 전례 없는 도전"으로 불렸지만 그의 실제 지도력에는 타격이 되지 않았다. 뉴욕 타임스는 "테헤란 벽에 '하메네이에게 죽음을'이라는 문구가 낙서로 나타나기 시작했으며, 이는 얼마 전까지만 해도 거의 상상할 수 없었던 문구였다"고 보도했다.
이 편지는 전문가 회의 의장이자 "강력한 전직 대통령"으로 선거 결과에 의문을 제기하는 아야톨라 악바르 하셰미 라프산자니에게 보내졌다. AP통신에 따르면, "86명의 의원 중 3분의 2가 하메네이의 강력한 충성파로 간주되어" 그에 대한 어떠한 조사도 반대할 것이기 때문에 이 편지의 요구가 받아들여질 가능성은 낮다.
2009년 8월 중순의 뉴욕 타임스 보도에 따르면, "저명한 이란 성직자와 전직 의원들은 일요일(8월 16일)에 편지의 일부 저자들과 대화했으며, 편지가 진짜라는 데 의심의 여지가 없다고 말했다." 이 성직자에 따르면, 편지 서명자는 "수십 명이며, 대부분 쿰, 이스파한, 마슈하드의 중간 계급 인사"이며, "쿰의 성직자들에 대한 압력은 활동가들에 대한 압력보다 훨씬 심하다. 왜냐하면 기득권층은 그들이 어떤 말을 하면 사회의 더 전통적인 부문들이 정권에 반대할 것을 두려워하기 때문이다"라고 한다.

### 전 대통령 아마디네자드와의 관계

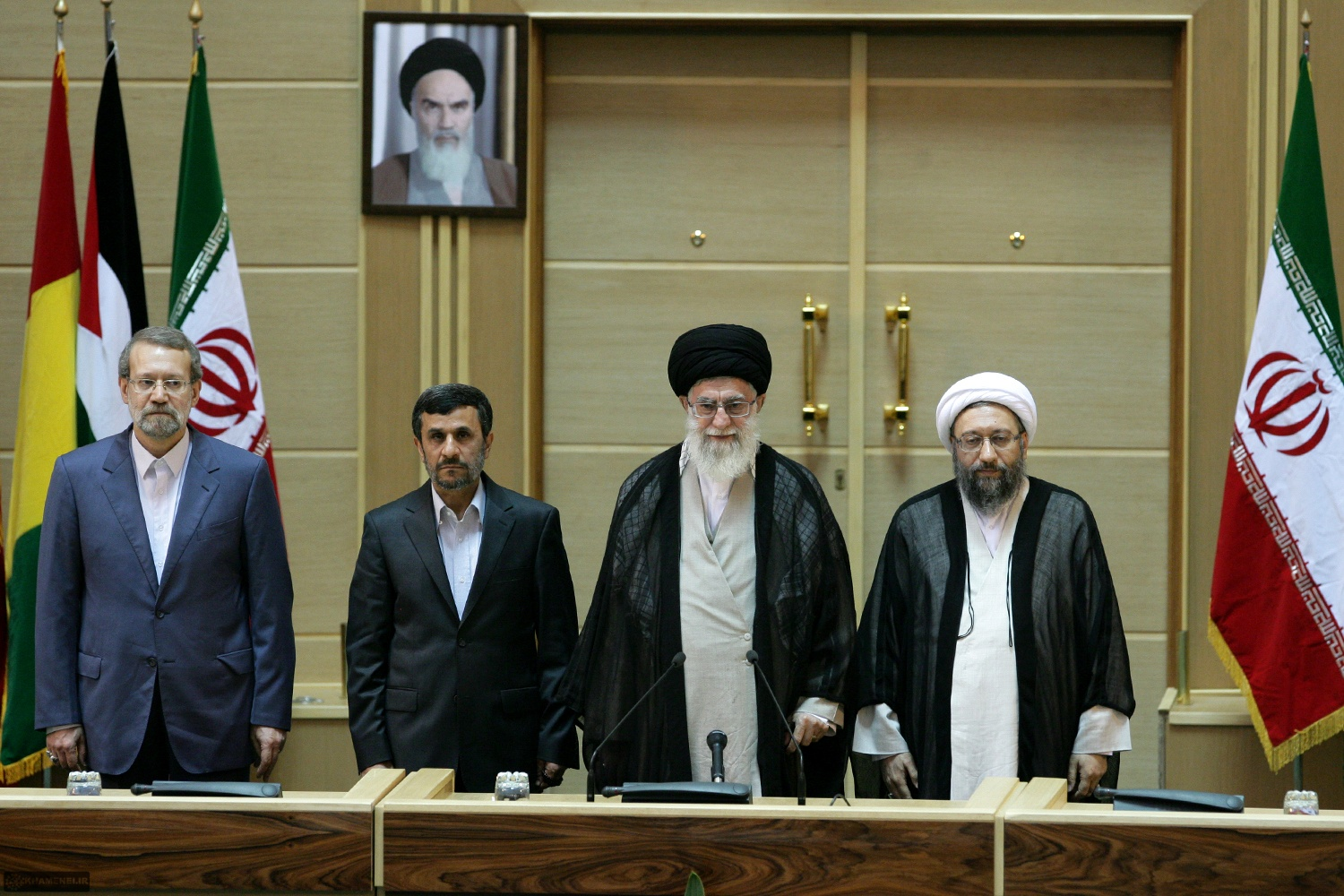
2011년 하메네이와 마무드 아마디네자드, 알리 라리자니, 사디크 라리자니

대통령 재임 초반, 아마디네자드는 때때로 최고 지도자 알리 하메네이의 "전적인 지지"를 받는 것으로 묘사되었으며, 심지어 그의 "후원자"로 불리기도 했다. 아마디네자드의 2005년 취임식에서 최고 지도자는 아마디네자드가 자신의 손과 뺨에 입을 맞추도록 허락했는데, 이는 "친밀함과 충성심의 표시"로 불렸으며, 2009년 선거 이후 시위대에 맞서 아마디네자드를 전적으로 지지했다. 그러나 2008년 1월부터 두 사람 사이에 국내 정책에 대한 의견 불일치가 나타나기 시작했으며, 2010년-2011년 기간에는 여러 소식통에서 그들 사이에 "점점 커지는 균열"이 감지되었다. 이 의견 불일치는 아마디네자드의 최고 고문이자 측근인 에스판디아르 라힘 마샤이를 중심으로 한 것으로 묘사되었다. 마샤이는 최고 지도자의 지시에 따라 내각에서 사임할 때까지 이란의 부통령이었으며, "성직자들의 정치 개입 확대"에 반대하는 입장이었다.
2009년 아마디네자드는 마샤이의 반대파인 골람-호세인 모세니-에제이 정보부 장관을 해임했다. 2011년 4월, 또 다른 정보부 장관인 헤이다르 모슬레히는 아마디네자드의 요구로 사임했지만, 몇 시간 만에 최고 지도자에 의해 복직되었다. 아마디네자드는 2주 동안 모슬레히의 복직을 공식적으로 지지하지 않았고, 이에 대한 항의로 내각 회의, 종교 의식 및 기타 공식 행사에 "11일간 불참"했다. 아마디네자드의 행동은 그가 최고 지도자의 명령을 무시했다고 비난하는 성직자, 국회의원, 군 사령관들의 격렬한 공개 공격으로 이어졌다. 의회의 보수파 반대파는 그에 대한 "탄핵 운동"을 시작했으며, 아마디네자드와 관련된 웹사이트 4곳이 "필터링되고 차단"되었다고 보도되었고, 대통령과 마샤이의 "측근으로 알려진" 여러 인물(예: 아바스 아미리파르 및 모하마드 샤리프 말렉자데)이 "마법사"이자 진을 불러낸 혐의로 체포되었다. 2011년 5월 6일, 아마디네자드에게 지도자의 개입을 수용하거나 사임하라는 최후통첩이 주어졌다고 보도되었고, 5월 8일 그는 재임명을 "수용"하며 모슬레히를 내각 회의에 다시 환영했다. 이러한 사건들은 아마디네자드를 "굴욕시키고 약화"시켰다고 평가된다. 그러나 대통령은 두 사람 사이에 균열이 있었다는 것을 부인했으며, 준관영 통신사인 파르스 뉴스 통신사에 따르면, 그는 최고 지도자와의 관계가 "아버지와 아들의 관계"라고 말했다.
2012년, 하메네이는 아마디네자드의 이란 경제 오용에 대한 의회 조사를 중단하라고 명령했다. 2016년, 하메네이는 전 동맹이었던 마무드 아마디네자드에게 다시 대통령에 출마하지 말라고 조언했는데, 아마디네자드는 그의 아들 모지타바 하메네이가 국고를 횡령했다고 비난한 후 그와의 관계가 틀어졌다.

### 2023년 소요 사태
하메네이는 국가의 미래에 대한 국민투표 논의를 거부하며 국민의 판단에 의문을 제기했고, 이는 대중의 분노를 불러일으켰다. 2024년, 그는 군대에 연설하면서 신이 자신의 혀에 놓은 말을 하고 있었다고 주장했다.

### 파트와 및 메시지

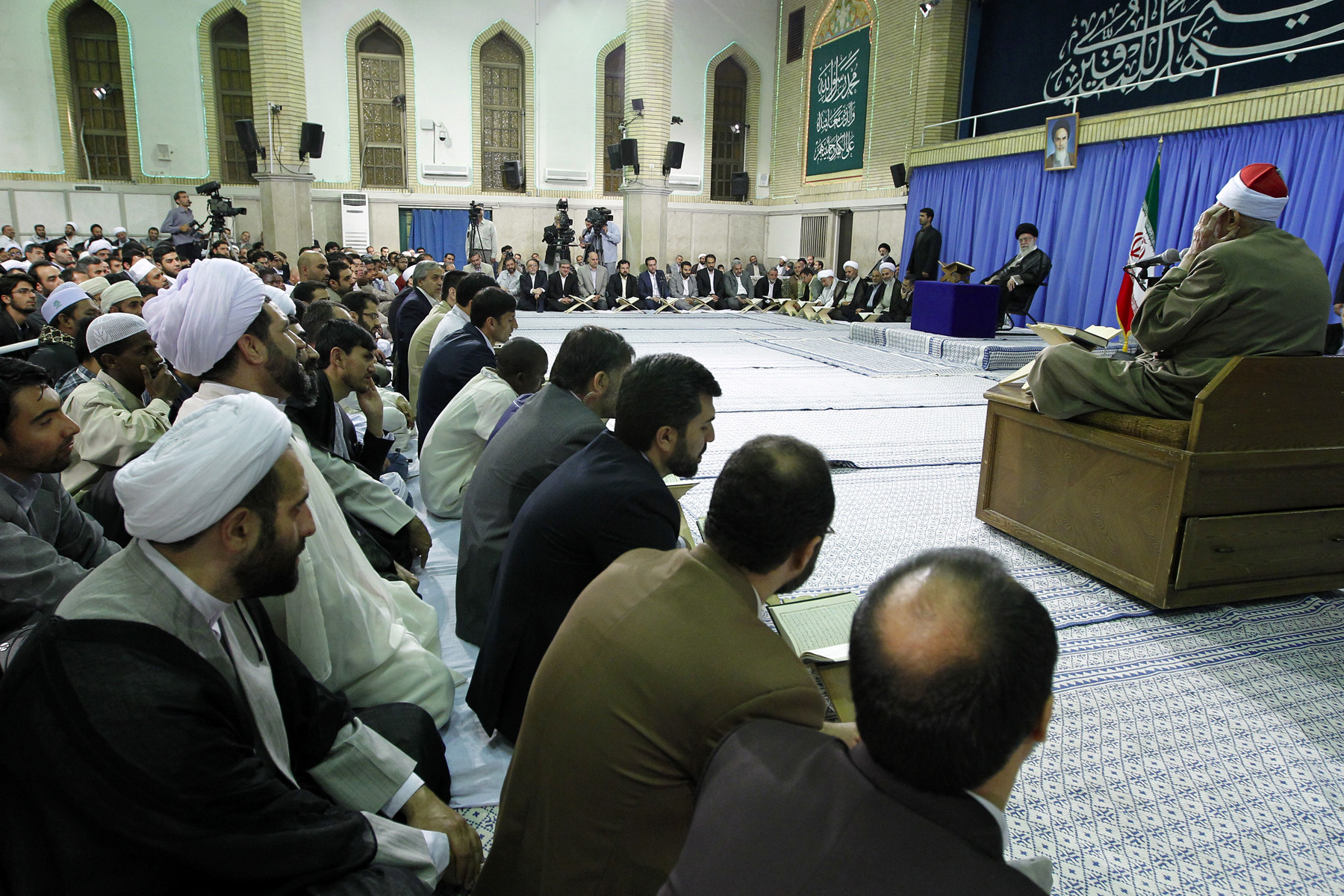
2013년 6월, 국제 성 꾸란 경연대회 참가자들이 하메네이와 만나는 모습

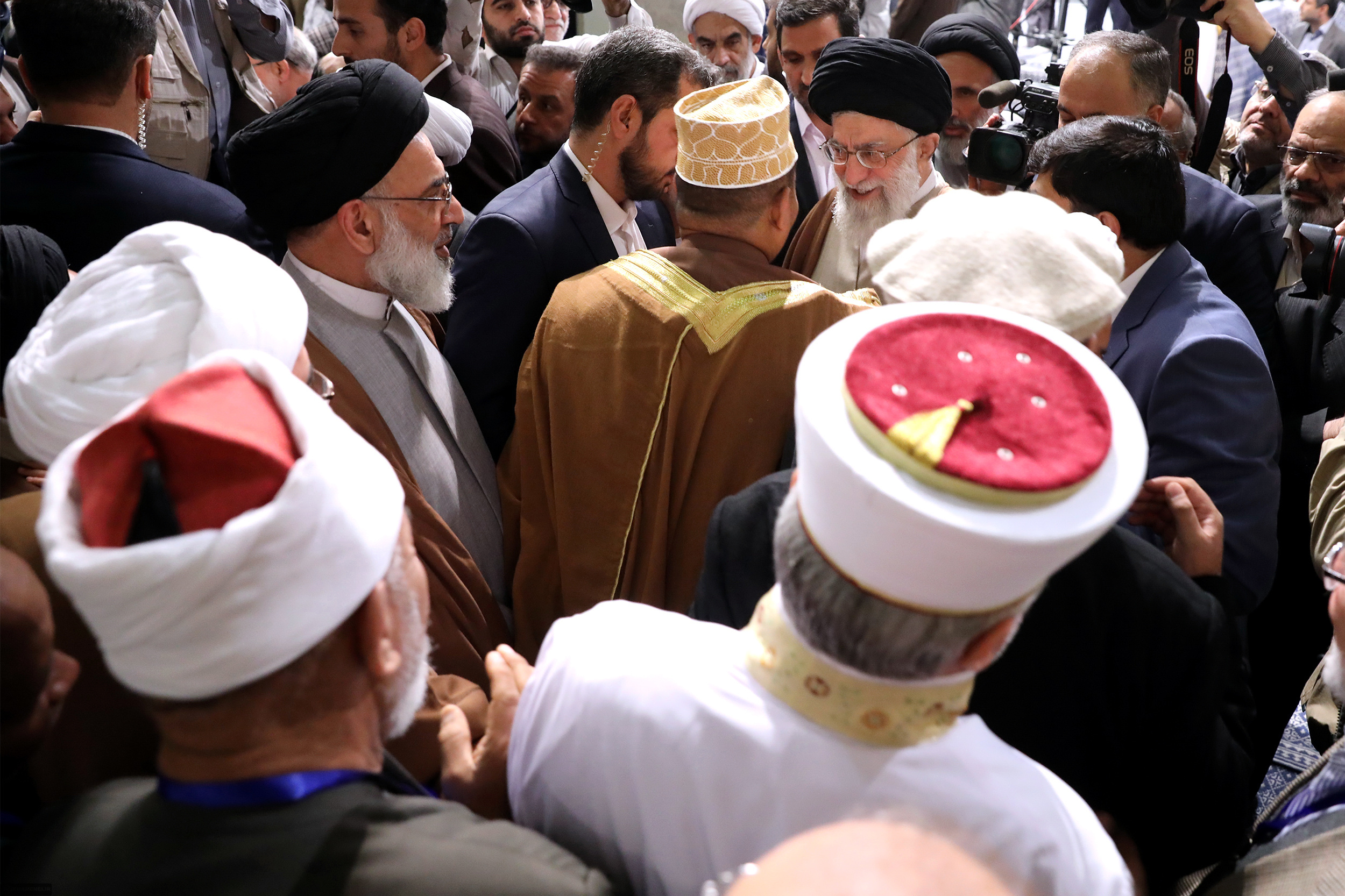
2017년 12월, 제31차 국제 이슬람 통일 회의 참가자들이 하메네이와 만나는 모습

#### 핵무기 금지 파트와
하메네이는 파트와를 발표하여 핵무기의 생산, 비축 및 사용이 이슬람 하에서 금지되었다고 보고되었다. 이 파트와는 2005년 8월 국제 원자력 기구(IAEA)의 빈 회의에서 이란 정부의 공식 성명에 인용되었다. 이는 국제 관리들 사이에서 널리 논의되었으며, 특히 미국 행정부에 의해 인정되었다.
이란의 핵 프로그램에 대한 공식 웹사이트는 하메네이가 핵무기 추구 및 개발에 대한 도덕적, 종교적, 이슬람 법학적 반대를 표명한 공개 성명을 여러 차례 게시했다. 하메네이의 공식 웹사이트는 특히 2010년 버전의 이 성명들을 파트와 섹션의 페르시아어로 "대량살상무기 금지" 파트와로 인용한다.
전문가들은 파트와의 존재 자체에 대해 의문을 제기했다. 왜냐하면 파트와는 필요에 따라 변경되거나 수정될 수 있기 때문이다. 또한 그 진위 여부, 영향력, 그리고 분명히 종교적인 성격에 대해서도 의문이 제기되었다. 개러스 포터는 그 파트와가 "진실"하다고 믿으며 골람-호세인 엘함은 그것이 변하지 않을 것이라고 언급했다.

#### 이슬람 법적 해석에 대한 파트와

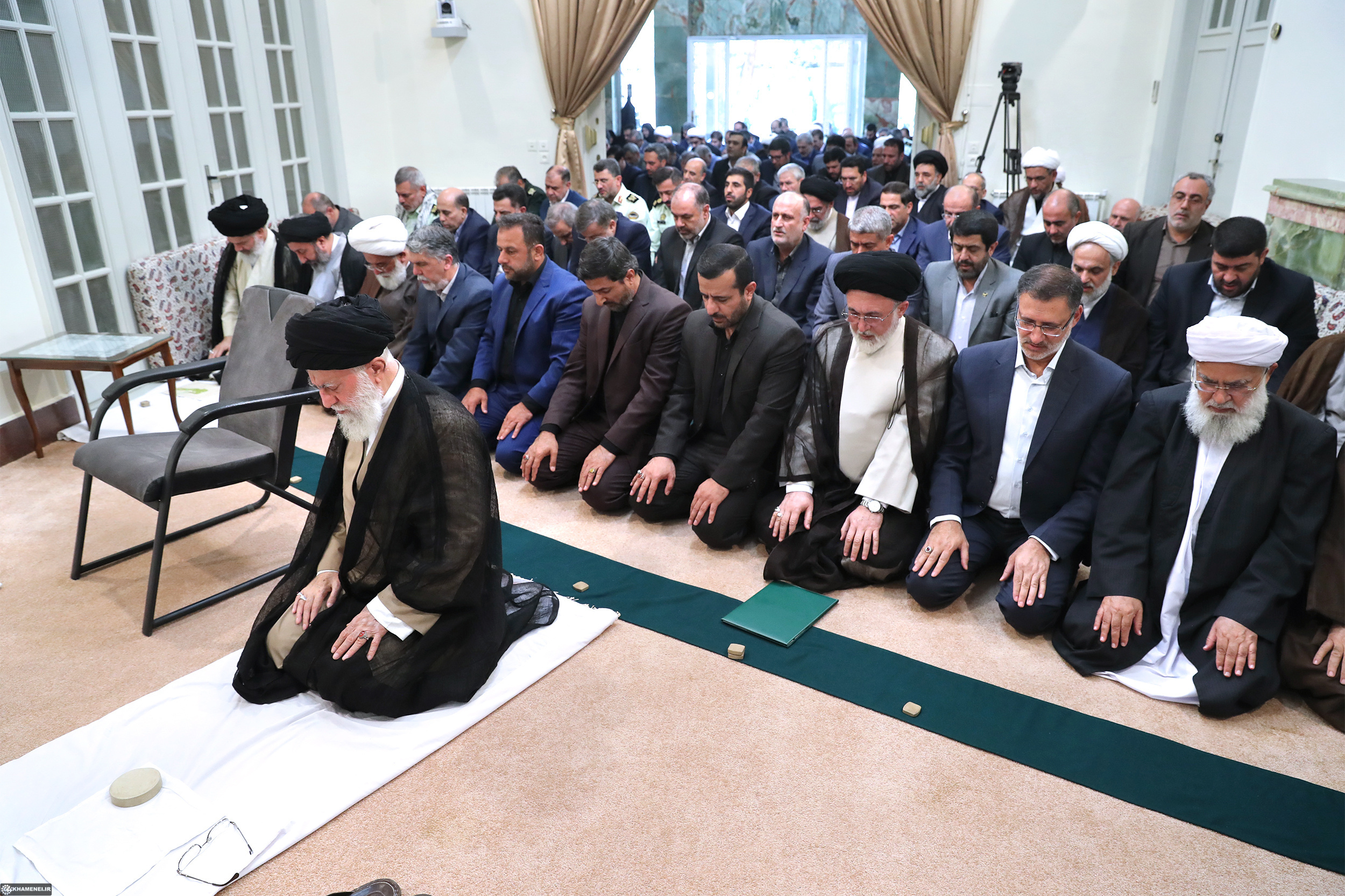
하즈 당국자들과 회의하는 하메네이, 2018년

2000년, 하메네이는 이란 의회에 편지를 보내 언론 자유를 더 허용하기 위한 이란 언론법 개정 논의를 금지했다. 그는 다음과 같이 썼다. "현재 언론법은 이 큰 재앙을 막았다. 초안은 합법적이지 않으며 체제와 혁명의 이익에 부합하지 않는다." 앞서 1996년, 그는 "음악(전통 음악과 서양 음악 모두)의 학교 내 홍보는 나이와 학업 수준에 관계없이 이슬람의 목표와 가르침에 어긋난다"는 파트와를 발표했다. 이후 많은 음악 학교가 폐쇄되었고, 16세 미만 어린이에게 대한 공공 (그러나 사설은 아님) 음악 교육이 금지되었다. 1999년, 하메네이는 불임 치료에서 제3자(정자, 난자 또는 대리모 기증)를 사용하는 것이 이슬람 하에서 허용된다는 파트와를 발표했다. 이는 1980년대 후반 이집트 알아즈하르 대학교의 가드 엘-하크 알리 가드 엘-하크가 발표한 생식 보조 기술 (IVF 및 유사 기술)에 대한 파트와와는 "스타일과 내용" 모두에서 달랐는데, 후자는 제3자 기증 (정자, 난자, 배아 또는 자궁)이 없는 한 생식 보조 기술을 허용했다.
2002년, 하메네이는 인간 줄기세포 연구가 이슬람 하에서 허용된다고 판결했는데, 다만 전체 인간이 아닌 부분만 만드는 데 사용되어야 한다는 조건이 있었다. 또한 2002년, 수도에서 시위가 발생한 후, 하메네이는 무슬림은 맹목적으로 지도자를 따르기보다 이슬람을 재해석해야 한다고 주장한 하솀 아가자리에게 내려진 사형 선고에 개입했다. 하메네이는 아가자리에 대한 선고 재검토를 명령했고, 이는 나중에 징역형으로 감형되었다.

#### 기타 메시지
1989년 이란의 최고 지도자가 된 이후, 하메네이는 모든 무슬림(순례자)을 위한 하즈의 경우 매년 메시지를 발표해왔다. 그는 끊임없이 모든 무슬림을 타우히드로 초대하고, 영적 및 사회 생활에서 하즈의 중요성을 강조한다. 그는 또한 무슬림들에게 "적들의 음모"로 간주하는 것에 대해 경계하고 "그들에게 속지 말라"고 조언한다. 지금까지 그는 32개의 메시지를 발표했다. 2019년 8월 6일 그의 메시지의 일부는 다음과 같다.
모든 무자비함, 잔혹함, 불의, 그리고 어떤 시대의 폭군들의 부패를 거부하고, 역사 내내 거만한 자들의 협박과 강탈에 맞서 일어서는 바라아 의식은 하즈의 위대한 축복 중 하나이며, 억압받는 무슬림 국가들에게 기회이다.

하메네이는 이슬람 정통성을 정의하는 광범위한 토대를 제공하는 암만 메시지의 울라마 서명자 중 한 명이었다. 그는 이슬람 통일을 위한 요소들을 상세히 설명하는 것 외에도 다음과 같이 주장했다. "영국 MI6와 동맹을 맺은 시아 무슬림은 시아 무슬림이 아니며, 미국 CIA의 수니 용병도 수니 무슬림이 아니다. 왜냐하면 그들은 모두 반이슬람이기 때문이다."

#### 기타 파트와
2010년, 하메네이는 사하바(무함마드의 동반자)와 무함마드의 아내에 대한 모든 모욕을 금지하는 파트와를 발표했다. 이 파트와는 수니파와 시아파 간의 법적, 사회적, 정치적 불일치를 해결하기 위해 발표되었다. 2017년, 그는 여성이 대중 앞에서 자전거를 타는 것을 금지하는 파트와를 발표했다.

## 국내 정책

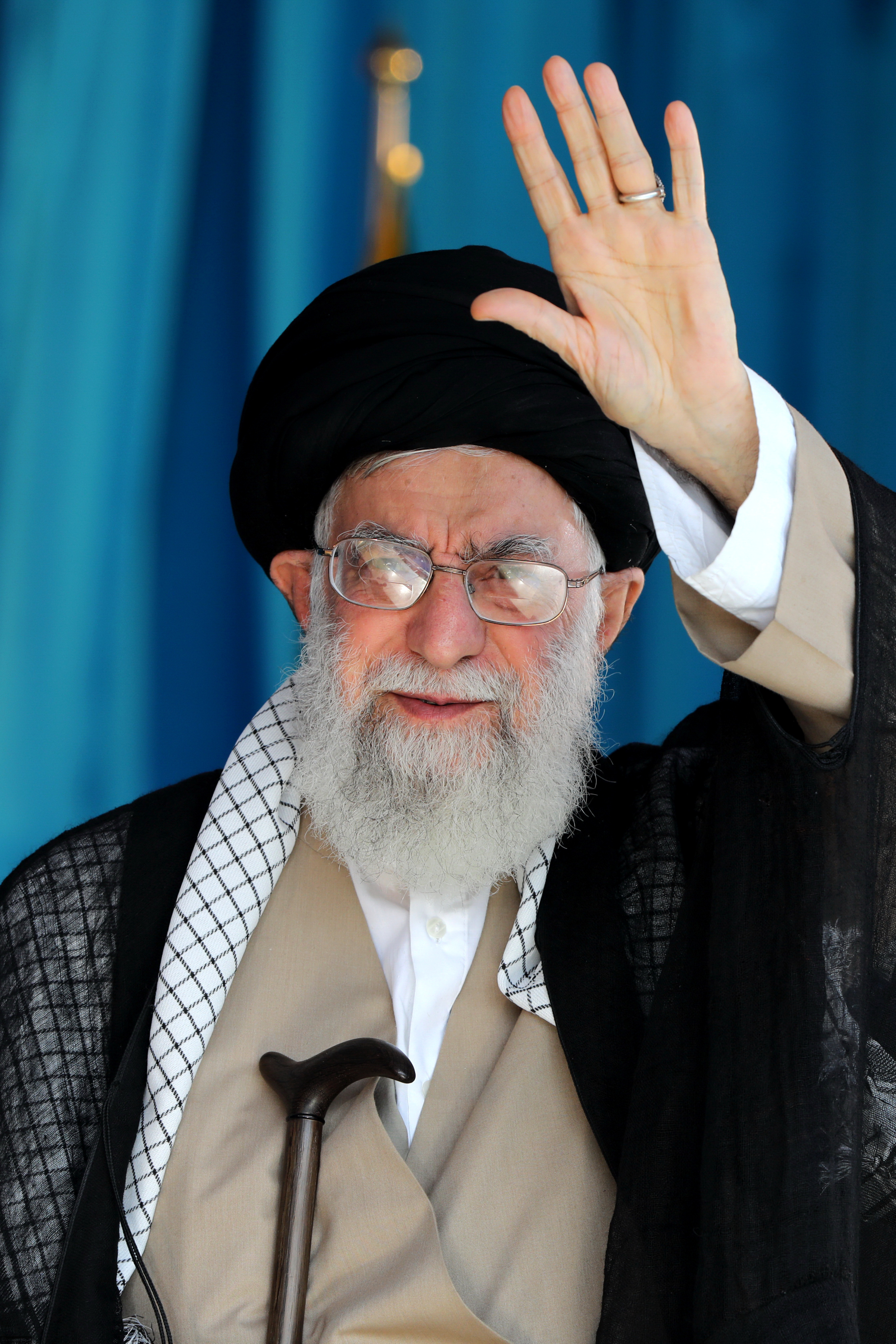
2018년 공개 연설 중인 하메네이

이란 내에서 하메네이는 가장 강력한 정치 권위자이다. 그는 이란의 국가원수이자 군 총사령관이며, 경제, 환경, 외교 정책, 이란의 국가 계획 등 정부의 주요 정책에 대한 법령을 발표하고 최종 결정을 내릴 수 있다. 최고 지도자로서 하메네이는 행정, 입법, 사법부뿐만 아니라 군대와 언론에 대해 직간접적인 통제권을 행사한다. 전문가 회의, 대통령직, 마즐리스(의회)에 출마하는 모든 후보자는 최고 지도자가 직간접적으로 선정한 수호자 위원회에 의해 심사된다. 동시에 대법원장은 의회에서 선정될 위원회 위원의 나머지 절반을 제출한다. 이러한 헌법 조항은 하메네이에게 위원회에 대한 직간접적인 영향력을 부여하며, 이는 다시 정부에 출마할 수 있는 사람에게 직접적인 영향력을 행사한다. 이러한 영향력은 2004년 의회 선거에서 명백히 드러났는데, 당시 수호자 위원회는 수천 명의 후보자—현직 의원 80명, 많은 개혁파 의원, 이란 이슬람 참여 전선 당의 모든 후보자 포함—의 출마 자격을 박탈했다. 그 결과 보수파가 의회 의석의 약 70%를 차지했다. 이 선거는 전 대통령 모하마드 하타미가 시작한 정치 및 사회 개혁 운동의 종말을 알리는 중요한 전환점이 되었다.
2005년 대통령 선거 기간 동안, 하메네이의 부패 척결, 이슬람 혁명 이상에 대한 충실성, 그리고 공학을 전공한 사람들의 뛰어난 지능과 역동성에 대한 발언은 일부 사람들에 의해 마무드 아마디네자드(교통 공학 박사 학위를 소지)에 대한 미묘한 지지로 해석되었다. 선거 후, 그리고 최근까지, 하메네이는 아마디네자드에 대한 그의 지지를 공개적으로 표명했으며, 개혁파 대통령 하타미에게는 "결코 그러지 않았다". 하메네이는 나중에 2009년 이란 대통령 선거 결과를 인증할 것이다.
하메네이는 2009년~2010년 이란 시위에 대해 강경한 입장을 취했으며, 마무드 아마디네자드 대통령의 논란이 된 재선에 대한 투표 결과를 재고하거나 대중의 압력에 굴복하지 않을 것이라고 밝혔다. 그는 "알라의 은총으로 대통령 선거는 정확하게 치러졌으며, 현재의 문제는 법적으로 추구되어야 한다"고 말했다. 6월 19일 공개 석상에서 그는 선언된 승자 아마디네자드에 대한 지지를 표명했다. 그는 영국, 이스라엘, 미국을 포함한 외국 세력이 선거 결과에 대한 시위를 조장하는 데 도움을 주었다고 비난했다. 특히 그는 영국을 "가장 사악한" 적이라고 지목했다. 그는 서방 세력이 이란 내정에 간섭하면 이란 국민은 "철권"으로 대응할 것이라고 말했다.
2015년~2016년 선거 주기에서 개혁파의 진전에 대한 대응으로, 하메네이는 전문가 회의에서 보수파 성직자들의 상실을 한탄하며, 현재 너무 많은 후보자를 심사하기 어려운 수호자 위원회의 심사 방식에 대한 법률 개정이 필요할 수 있다고 제안했다.

### 과학 및 기술
하메네이는 이란의 과학 발전을 지지해 왔다. 그는 줄기세포 연구와 치료용 복제를 허용한 최초의 이슬람 성직자 중 한 명이었다. 2004년, 하메네이는 국가 발전이 과학 기술 분야 투자에 달려 있다고 말했다. 그는 또한 사회에서 학자와 과학자에게 높은 지위를 부여하는 것이 재능을 꽃피우고 과학 기술을 내재화하는 데 도움이 되어 국가의 발전과 번영을 보장할 것이라고 말했다.

## 외교 정책

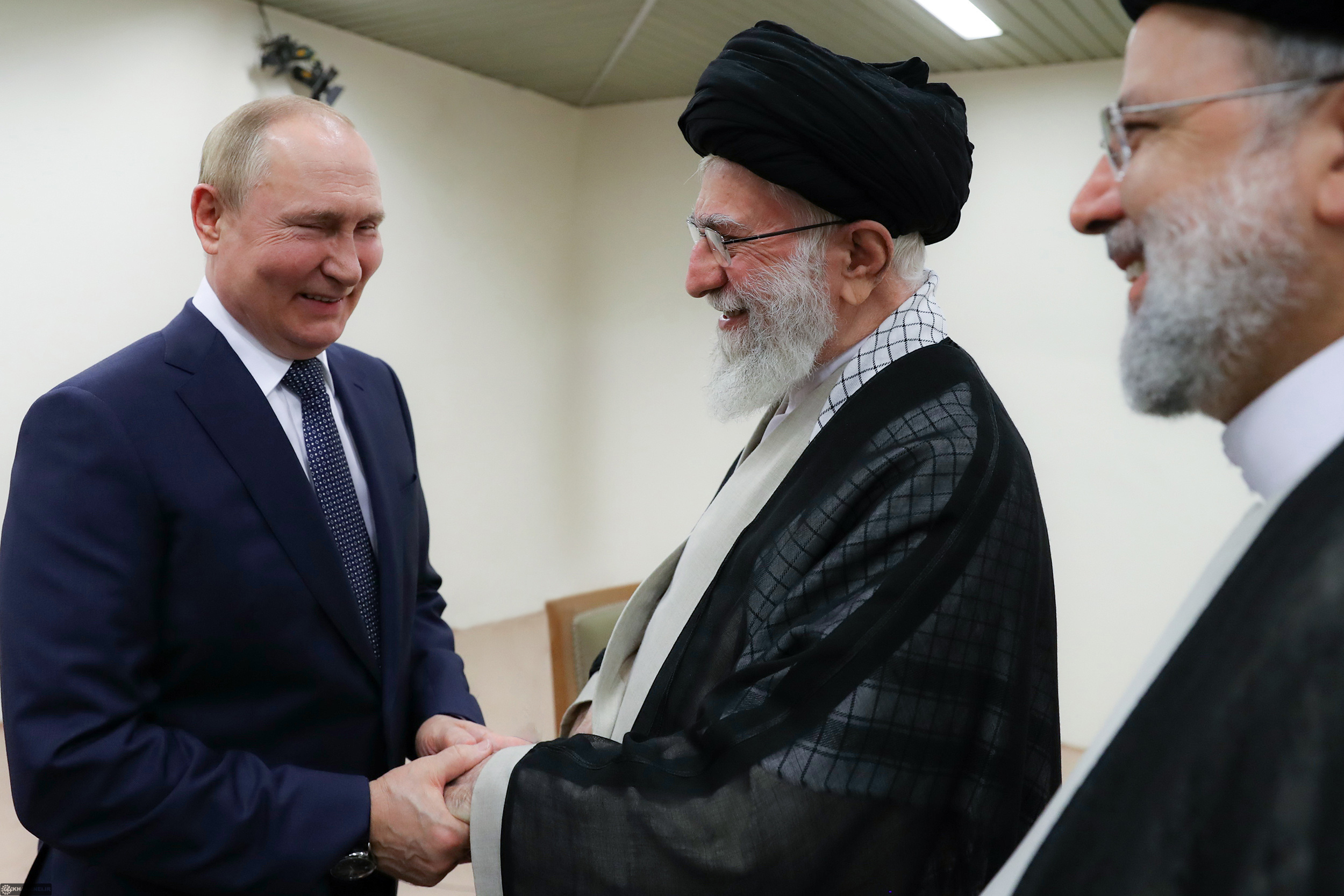
2022년 7월 19일, 하메네이와 이란 대통령 에브라힘 라이시가 블라디미르 푸틴 러시아 대통령과 회담하는 모습

하메네이는 외교 정책에 대해 "직접적인 책임"을 지고 있으며, "그의 직접적인 개입과 승인 없이는 수행될 수 없다". 그는 대통령과 별개로 "두 명의 전 외교부 장관"을 포함하는 외교 정책 팀을 가지고 있으며, "언제든지 원할 때 과정에 개입하여 잘못된 정책이나 결정을 '수정'할 수 있다." 그의 외교 정책은 서방과의 대결이나 타협을 피하는 노선을 택한다고 한다.
하메네이는 사우디아라비아 주도의 예멘 개입을 비난하며 사우디아라비아를 이스라엘에 비유했다. 하메네이는 또한 미얀마에서 로힝야족 무슬림 박해를 비난하며 미얀마의 실질적인 지도자이자 노벨 평화상 수상자인 아웅산 수 찌를 "잔인한 여자"라고 불렀다. 미국 국무장관 마이크 폼페이오는 하메네이가 신장 수용소와 중국 내 위구르족에 대한 인권 침해를 비난하지 않은 것에 대해 비판했다. 그는 여러 차례 UAE를 쓸모없다고 비난했다.
2018년 미국의 이란 핵 협정 탈퇴, 2020년 가셈 솔레이마니 암살, 2021년 보수파 에브라힘 라이시(하메네이가 지지)의 대통령 당선 이후, 이란은 러시아 및 중국과의 추가적인 동맹을 추구하는 지정학적 노선을 택했다. 이는 2022년 중반 이란이 HESA 샤헤드 136 드론을 러시아 연방군에 공급하여 우크라이나에 사용하기 시작하면서 더욱 명확해졌다. 2023년 10월 7일 이후 중동 전역에서 미국군에 대한 공격을 지지하고, 수십 년간 이어져 온 북한과 이란 간의 군사 및 핵 협력과 맞물려 이러한 발전은 많은 비평가들이 새로운 이란-러시아-중국-북한 "혼란의 축"에 대해 언급하게 만들었다.
하메네이는 이란의 시리아 내전 개입을 지지했다. 그는 2024년 아사드 정권의 몰락을 비난하고 새로 수립된 과도 정부에 반대했다.

### 미국 및 그 외교 정책에 대한 신념

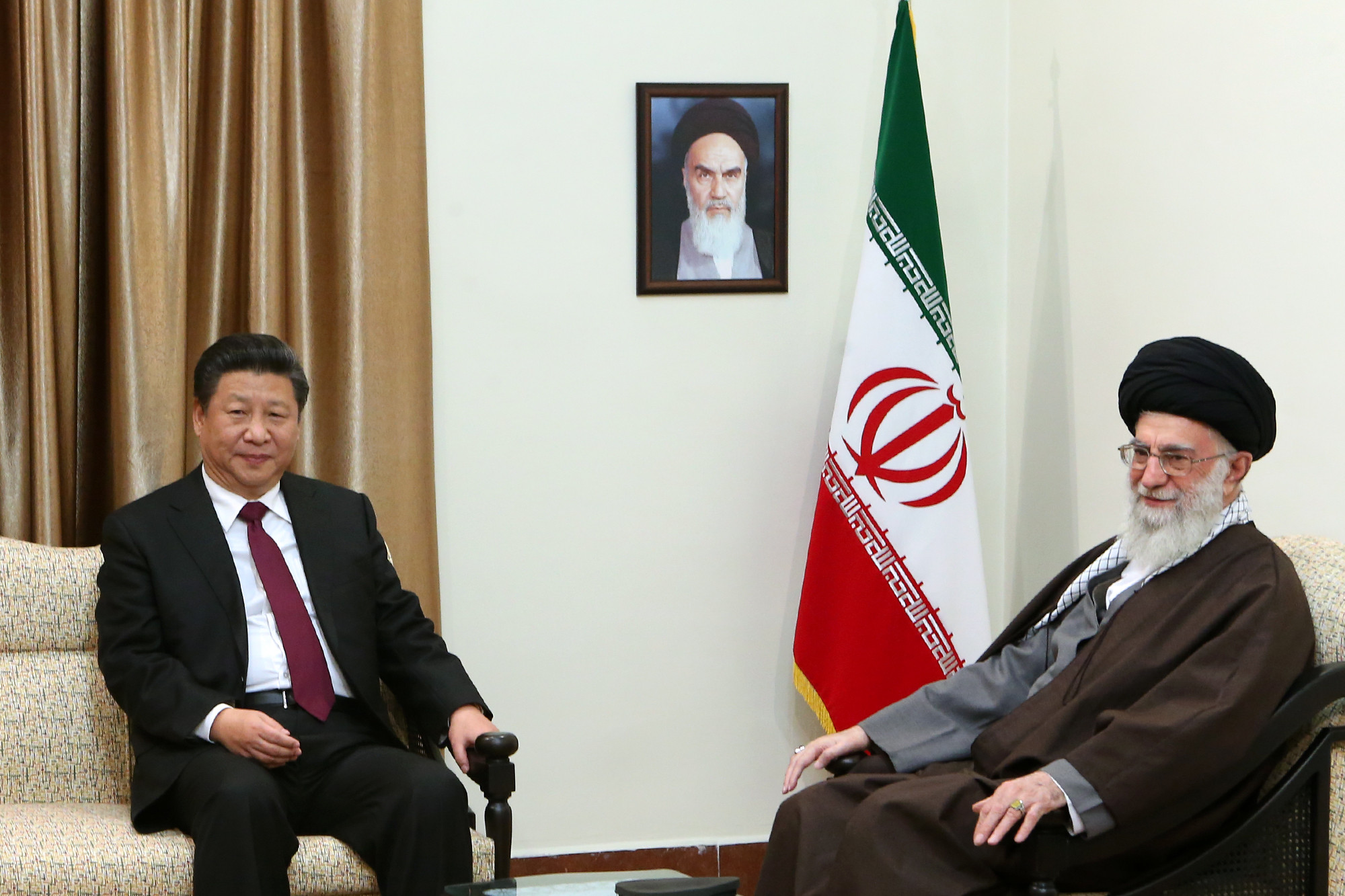
2016년 1월 23일, 하메네이가 시진핑 중국 최고 지도자와 만나는 모습

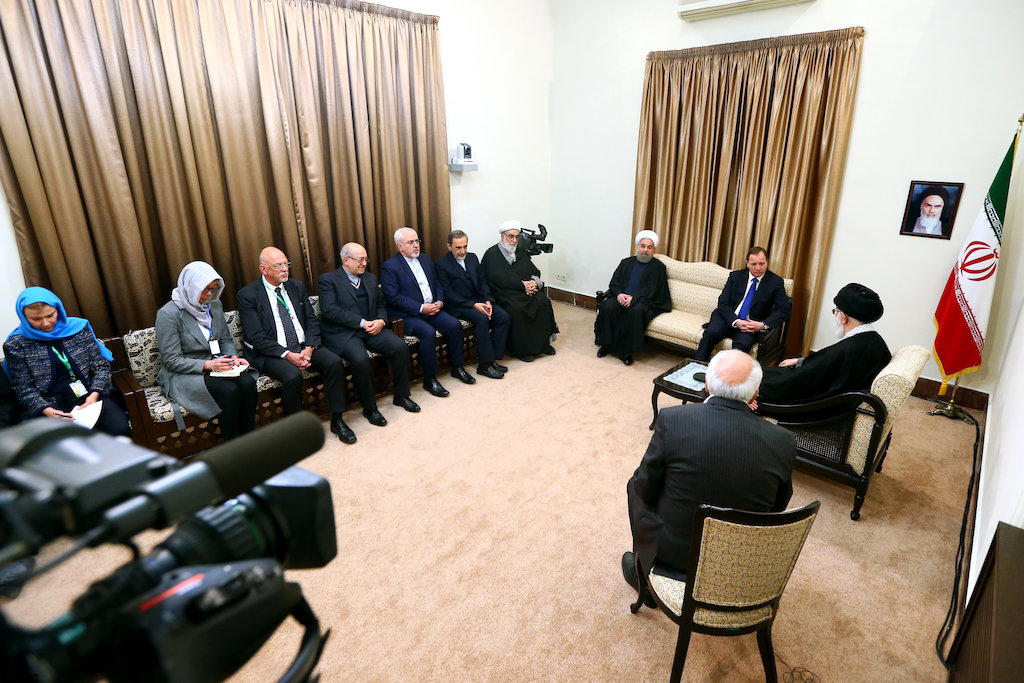
2017년 2월 11일, 하메네이와 전 스웨덴 총리 스테판 뢰벤

미국과 이란은 1980년 미국 대사관이 점령되어 미국 외교관들이 인질로 잡힌 주이란 미국 대사관 인질 사건 이후 공식적인 외교 관계가 없었다. 카림 사자드푸르의 연구에 따르면, 하메네이의 연설에는 미국에 대한 단호한 반대 원칙이 정기적으로 언급되며, 카림 사자드푸르에 따르면 그는 "미국과의 모두스 비벤디를 찾으려는 라프산자니의 시도에 저항했다"고 한다. 그리고 한때 개혁파 대통령 모하마드 하타미에게 "우리는 미국을 적으로 삼아야 한다"고 말했다.
2006년 6월 4일, 하메네이는 이란이 핵연료 생산 권리를 포기하지 않을 것이라고 주장하면서, 미국으로부터 공격을 받으면 세계 일일 석유 공급량의 약 20%가 페르시아만에서 이란 해안에 매우 가까운 호르무즈 해협을 통해 통과하는 페르시아만 지역에서 에너지 운송을 방해할 것이라고 말했다. 2007년 9월 14일, 라마단 첫 금요 기도에서 하메네이는 미국이 이라크의 불안정의 주된 원인이라고 주장하며, 조지 W. 부시와 미국 관리들이 언젠가 미국 주도의 이라크 전쟁에 대해 국제 형사 법원에서 책임을 묻게 될 것이라고 예측했다.
2009년 3월 21일, 버락 오바마 미국 대통령이 양국 간 외교 관계의 "새로운 시작"을 제안한 다음 날, 하메네이는 미국의 "말"만으로는 충분하지 않다고 말하며 다음과 같이 덧붙였다. "우리는 (새 미국 행정부를) 지켜보고 판단할 것이다 ... 당신들이 변하면 우리의 행동도 변할 것이다." 그는 이슬람 혁명 이후 미국의 외교 정책을 거부하며, 미국이 "세계에서 미움받고" 있으며 다른 나라에 대한 간섭을 끝내야 한다고 주장했다.
하메네이는 나토 주도의 리비아 군사 개입을 비판했다. 2011년 3월 21일, 하메네이는 서방이 "리비아 석유를 노리고 있다"고 비난했다. 그는 또한 "이란은 리비아 정부의 자국민에 대한 행동, 살인과 탄압, 도시 폭격을 전적으로 비난한다... 그러나 리비아에서의 군사 행동도 비난한다"고 강조했다. 하메네이는 국가를 폭격하는 대신 중재자를 보내는 것을 지지한다고 밝혔다.
2011년 6월, 하메네이는 미국 정부를 테러리즘으로 비난하며 미국의 테러리즘 정의를 거부했다. 그는 "미국과 그를 따르는 유럽 정부들은 자국 영토 해방을 위해 싸우는 팔레스타인 전투 단체를 테러리스트라고 묘사한다"고 말했다. 2012년 6월, 하메네이는 서방 정부들에게 이란에 대한 제재 강화는 이란인들의 서방에 대한 증오를 더욱 심화시킬 뿐이라고 경고했다. 2014년 10월, 하메네이는 미국과 영국이 이란과 싸우고 지역에 "불안정을 조성"하기 위한 도구로 ISIS를 만들었다고 말했다.
2015년 7월 19일, 테헤란의 모스크에서 연설하던 하메네이는 지지자들에게 이 지역에서 미국의 정책이 이란의 정치적, 종교적 운동과 "180도" 반대된다고 말했다. 이 연설은 "미국에게 죽음을", "이스라엘에게 죽음을"이라는 구호로 중단되었다. 하메네이는 2015년 핵 협정과 관련하여 "이 협정 이후에도 거만한 미국에 대한 우리의 정책은 변하지 않을 것"이라고 말했다. 미국 국무장관 존 케리는 이러한 발언이 정책을 반영한다면 "매우 불쾌하고", "매우 문제가 있다"고 말했다.
2019년 6월 24일, 미국은 행정명령 13876 서명을 통해 하메네이에게 제재를 가했다. 2020년 3월, 하메네이는 코로나바이러스감염증-19 퇴치를 위한 미국의 원조 제안이 질병을 더 확산시켜 이란을 해칠 수 있는 방법이 될 수 있다고 경고했다. 그는 또한 미국이 "이란에서 수집한 유전 정보에 기반한" 특별한 종류의 바이러스를 개발했다고 시사했지만, 이 이론에 대한 증거는 제시하지 않았다. 하메네이는 "악마 같은 적들이 있고, 인간적인 적들이 있으며, 그들은 서로 돕는다"고 설명했다. 2024년 2월, 메타 플랫폼스가 하메네이의 페이스북과 인스타그램 계정을 "위험한 조직 및 개인 정책"을 반복적으로 위반했음을 이유로 삭제했다고 발표했다. 2022년 3월, 하메네이는 미국이 러시아-우크라이나 전쟁을 둘러싼 분쟁을 야기했다고 비난했다.

### 9·11 테러 규탄
2001년 9·11 테러 이후, 하메네이는 이 행위와 공격자들을 규탄하고 전 세계 테러 활동을 규탄할 것을 촉구했지만, 아프가니스탄에 대한 군사 개입에 대해서는 강력히 경고했다. 그는 "인간의 대량 학살은 언제 어디서든, 가해자와 피해자가 누구든 비난받아야 할 재앙적인 행위이다"라고 말했다.

### 시온주의와 이스라엘

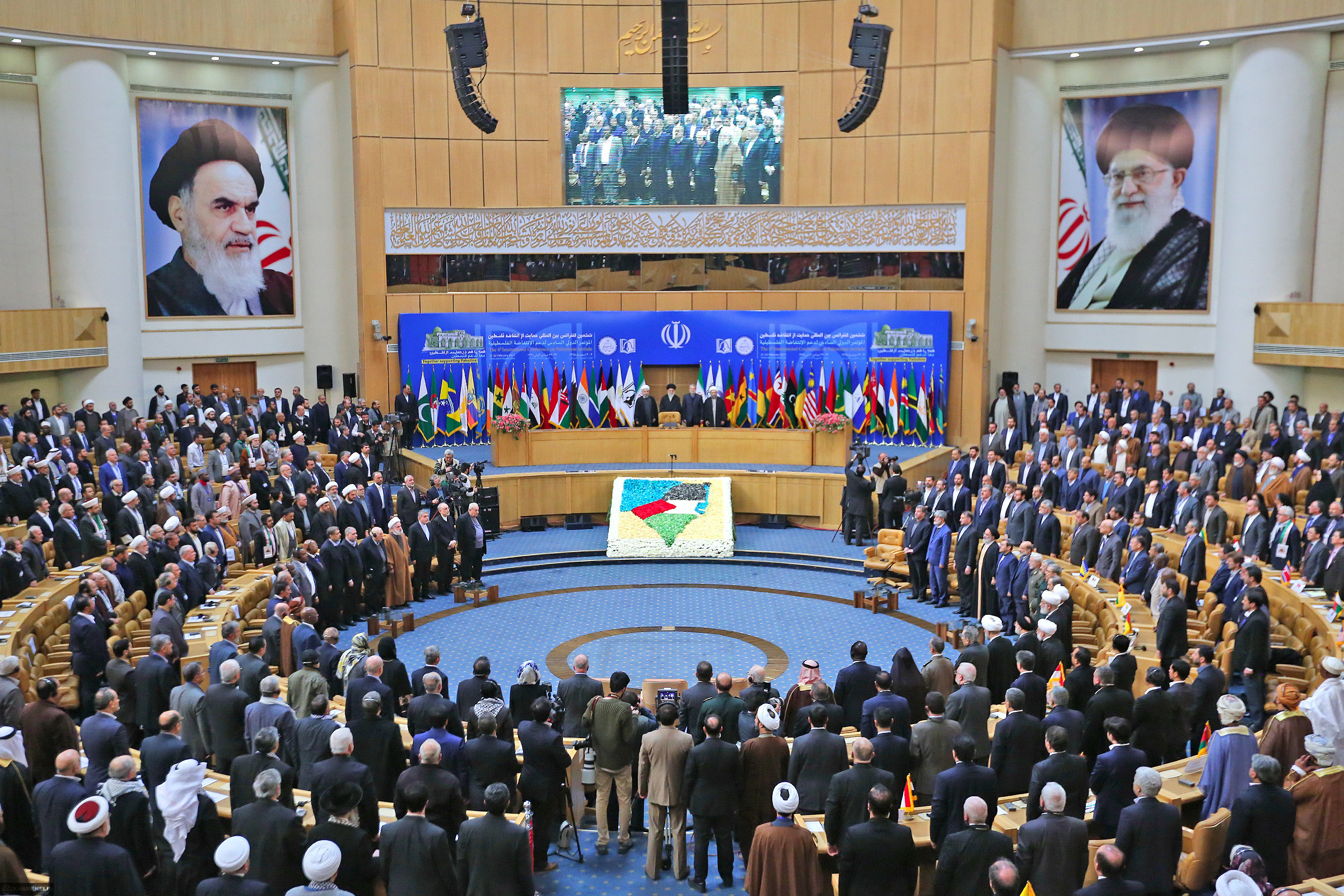
2017년, 팔레스타인 인티파다 지원을 위한 제6차 국제 회의, 테헤란

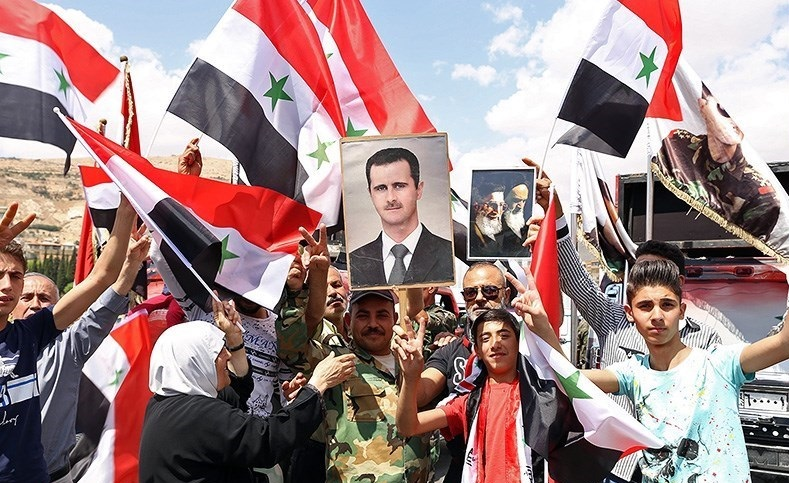
2018년 4월, 바샤르 알아사드, 아야톨라 호메이니, 하메네이의 초상화를 들고 있는 친정부 시리아인들

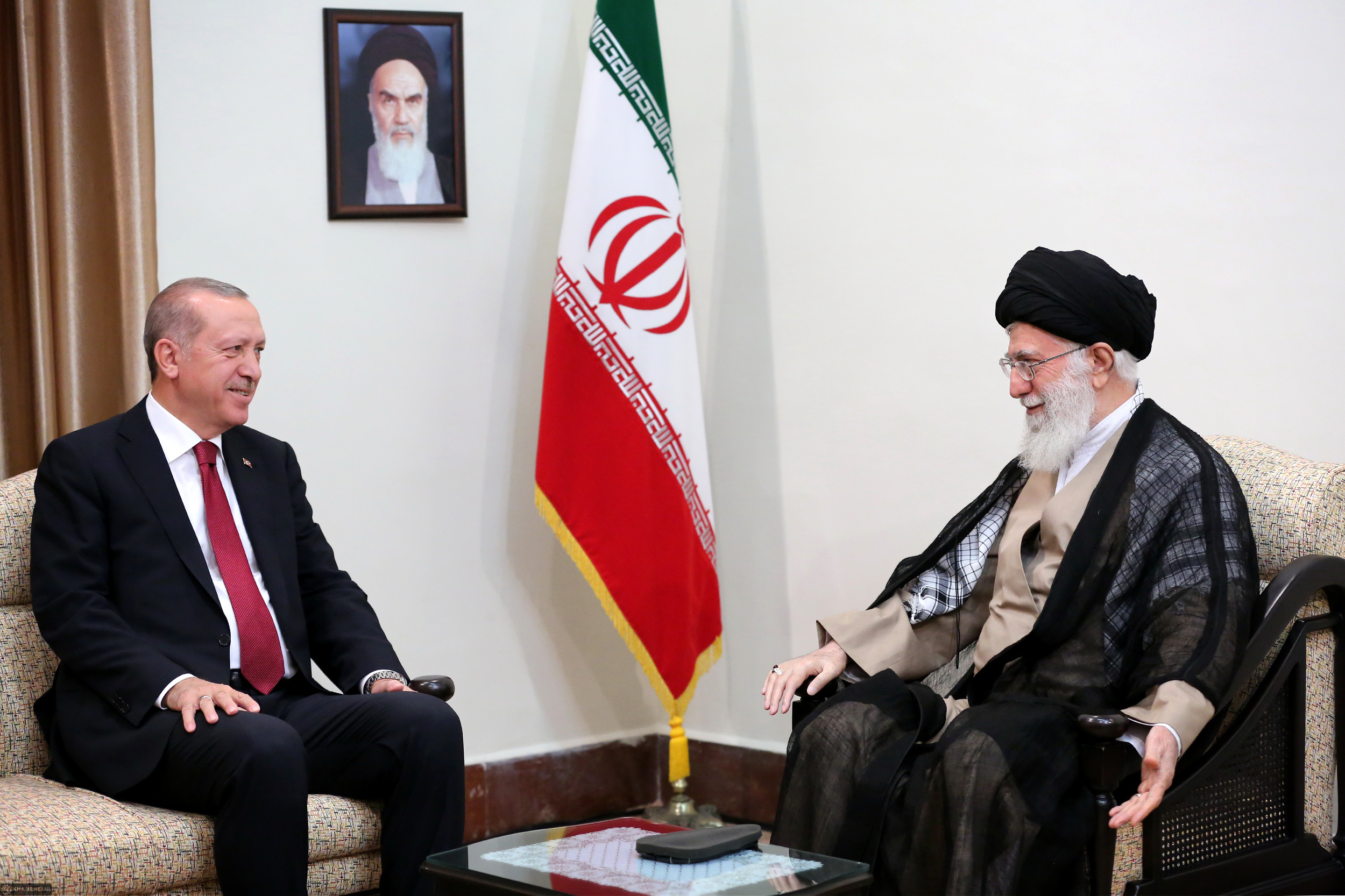
2018년 9월 7일, 테헤란에서 하메네이와 레제프 타이이프 에르도안 튀르키예 대통령

하메네이는 이스라엘과 시온주의에 반대하며, 이스라엘에 대한 위협과 반유대주의적 발언으로 비판받아왔다. 2000년 12월 15일, 하메네이는 이스라엘을 "국가의 암성 종양"으로 규정하며 "이 지역에서 제거되어야 한다"고 말했다. 그리고 2013년에는 이스라엘을 "광견병에 걸린 개"라고 불렀으며, 2014년 가자 전쟁 중에도 무고한 사람들을 공격했다고 비난했다. 2014년, 하메네이에게 귀속된 트윗 계정에서 이스라엘에는 파괴 외에 다른 치료법이 없다고 주장했다.
2008년 9월 테헤란에서 열린 금요 기도 설교에서 하메네이는 "우리가 이스라엘 국민의 친구라고 말하는 것은 부정확하고, 비이성적이며, 무의미하고, 터무니없는 말이다"라고 말했다. 그는 팔레스타인 점령이 그들을 통해 이루어지고 있다고 믿었기 때문이다. "팔레스타인 국민의 집, 땅, 사업의 강탈은 이 사람들을 사용하여 이루어진다. 그들은 시온주의자들의 배경 배우이다"라고 하메네이는 연설에서 말했다. "우리는 유대인이나 기독교인과는 아무런 문제가 없다 ... 우리는 팔레스타인 땅의 강탈자들과 문제가 있다"고 그는 덧붙였다. 또한 그는 이 문제를 "모든 논쟁을 종식시키기 위해" 제기했다고 말했다. 2013년, 하메네이는 프랑스가 이스라엘 앞에서 "무릎을 꿇었다"고 비난하며, 이스라엘은 "인간이라는 칭호에 합당하지 않은" 사람들에게 이끌리고 있다고 말했다. 그럼에도 불구하고, 반정부 운동가 압바스 에달라트에 따르면, 2005년 하메네이는 당시 아마디네자드 대통령의 발언에 대해 "예루살렘을 점령한 정권은 지도에서 지워져야 한다"고 널리 번역된 것에 대해 "이슬람 공화국은 어떤 나라도 위협한 적이 없으며, 앞으로도 위협하지 않을 것"이라고 말했다.
2009년 9월 설교에서 하메네이는 "시온주의 암은 이슬람 국가들의 삶을 갉아먹고 있다"고 말했다. 같은 연설의 다른 보고서에서는 "우리는 전 세계에서 시온주의 정권에 맞서 싸우는 어떤 국가, 어떤 단체든 지지하고 도울 것이며, 이를 선언하는 것을 두려워하지 않는다"고 말했다. 하메네이는 대신 "팔레스타인 난민들이 돌아와야 하며, 무슬림, 기독교인, 유대인이 스스로 정부를 선택할 수 있어야 한다. 이민 온 유대인은 제외한다"고 제안하며, "런던, 미국, 모스크바에서 온 폭력배, 음탕한 자, 부랑배 무리가 팔레스타인인들을 다스리도록 아무도 허락하지 않을 것"이라고 덧붙였다.
2015년 9월 10일, 이란 핵 프로그램 합의 이후 이스라엘에 대한 연설에서 하메네이는 "이스라엘은 25년 안에 존재하지 않을 것이다"라는 발언을 했다. 이 발언은 하메네이의 공식 웹사이트와 그의 트위터에 처음으로 게시되었다. 이 발언은 그의 공식 웹사이트에서 실시된 온라인 여론 조사에서 2015년 하메네이의 발언 중 가장 중요하고 최고의 발언으로 선정되었다. 2017년 2월 21일, 팔레스타인 인티파다 지원을 위한 제6차 국제 회의에서 하메네이는 2000년 이스라엘의 레바논 남부 철수와 2005년 가자 지구 철수를 지금까지의 두 가지 주요 성과로 평가했다. 또한 그는 이슬람 국가들에게 "무익한" 위기와 갈등을 자제하고 이슬람의 핵심 문제로 간주되는 팔레스타인 문제에 집중할 것을 조언했다. 그는 "그렇지 않으면 국가들의 잠재력과 역량이 헛된 투쟁으로 낭비되어 시온주의 정권이 더욱 강해질 기회를 제공할 것"이라고 덧붙였다.
2020년 9월, 하메네이는 이스라엘과 아랍에미리트 간의 평화 협정을 비난하며 UAE가 이슬람 세계, 아랍 국가, 팔레스타인을 배신했다고 비난했다. 그는 이 관계 정상화는 일시적일 뿐이며, UAE는 이 협정에 대한 수치를 영원히 감수해야 할 것이라고 말했다. 2023년 10월, 하메네이는 하마스의 이스라엘 공격을 칭찬했지만, 이란의 개입은 부인했다. 그는 하마스 공격에 대한 보복으로 이스라엘의 가자 지구 폭격을 비난하고, 이스라엘이 가자 지구에서 팔레스타인인들을 상대로 대량 학살을 저지르고 있다고 비난했다.
2025년 이란-이스라엘 전쟁 발발 이후, 하메네이는 트럼프의 이란 항복 요구를 거부했다. 하메네이는 또한 이스라엘 총리 베냐민 네타냐후와 국방장관 이스라엘 카츠의 암살 위협을 받았다.

#### 홀로코스트 부정
하메네이의 2006년 연설에는 "유대인 학살 신화"라고 번역된 문구가 포함되어 있다. 2013년 인터뷰에서 당시 이란 외교부 장관 자바드 자리프는 하메네이의 발언이 오역되었고 문맥에서 벗어났다고 말했다. 자리프는 다음과 같이 덧붙였다. "나는 이 문제에 대해 [최고] 지도자와 이야기했고, 그는 무고한 사람들의 살해를 거부하고 규탄한다. 아니, 홀로코스트는 신화가 아니다." 2014년 3월 21일, 하메네이는 "홀로코스트는 그 실재가 불확실한 사건이며, 만약 일어났더라도 어떻게 일어났는지 불확실하다"고 말했다. 또한 일부 국가에서는 법적 결과가 있을 수 있기 때문에 그는 "유럽 국가에서는 누구도 홀로코스트에 대해 감히 말할 수 없다"고 언급했다. 그는 또한 서방에서는 "홀로코스트에 대해 말하고 그것에 대해 의구심을 표하는 것이 큰 죄로 간주된다"고 말했다.
홀로코스트 기념일인 2016년 1월 27일, 하메네이는 자신의 공식 웹사이트에 홀로코스트 부정 영상을 게시했다. 이 영상은 2014년 3월 연설을 바탕으로 약 3분 길이이며, 홀로코스트 부인론자 로제 가로디, 로베르 포리송, 데이비드 어빙의 이미지를 담고 있다. 2019년 12월, 하메네이는 (이슬람으로 개종한) 가로디를 칭찬하며 가로디의 홀로코스트 부정 유죄 판결이 표현의 자유를 침해했다고 말했다. 2020년, 하메네이는 "홀로코스트에 대한 의문을 제기하는 것이 왜 범죄인가... 예언자(PBUH)를 모욕하는 것은 허용되는가?"라고 묻는 트윗을 올렸다.

#### 반유대주의
언론인 야이르 로젠베르크는 하메네이가 "시온주의"를 공격하는 듯한 발언이 "유대인"을 뜻하는 도그 휘슬을 사용하여 검열을 피하려는 반유대주의 전통을 따르고 있다고 주장한다. 예를 들어, 2022년 6월 8일 하메네이가 트윗한 성명은 다음과 같다. "시온주의자들은 사기적인 시온주의 정권을 수립하기 전부터 항상 재앙이었다. 그때조차 시온주의 자본가들은 전 세계에 재앙이었다." 로젠베르크에 따르면, "시온주의자들"을 "유대인"으로 바꾸면 (비방적일지라도) 더 합리적이다. 시온주의 운동은 19세기 후반에야 창설되었으므로, 시온주의자들이 "항상 재앙이었다"는 것은 가능성이 낮다. 빅토리아 코츠와 엘리 코하님도 반유대주의를 비난했는데, 그들은 그의 홀로코스트 부정을 관찰하고 이스라엘을 "지구상에서 지우겠다"는 그의 "9가지 계획"이 히틀러의 유대인 문제에 대한 최종 해결책을 불편하게 연상시킨다고 보았다. 그리고 예루살렘 포스트는 하메네이의 2020년 이스라엘-아랍에미리트 관계 정상화 협정에 대한 비난을 인용하며 다음과 같이 말했다. "팔레스타인 민족은 다양한 심각한 압박을 받고 있다. 그런데 UAE는 이스라엘과 미국의 더러운 시온주의 대리인, 즉 트럼프 가문의 유대인 구성원과 협력하여 이슬람 세계의 이익에 반하는 극악무도한 행동을 하고 있다." 그들은 "더러운 시온주의 대리인", "트럼프 가문의 유대인 구성원" (즉 재러드 쿠슈너와 그의 아내 이방카 트럼프), 그리고 "잔인한"이라는 단어들이 모두 "반유대주의적 비유와 도그 휘슬"을 담고 있다고 주장한다.

#### 공개 서한
하메네이는 여러 편의 공개 서한을 작성했다. 유럽과 북미의 젊은이들에게는 2015년 1월 21일에 작성되었다. 하메네이는 2024년 5월 30일 미국 대학 학생들에게 두 번째 서한을 작성했다. 이 서한에서 하메네이는 이스라엘의 행동을 "대량 학살과 아파르트헤이트"로 묘사하며, 학생들에게 그가 "잔인한 시온주의 정권"이라고 부르는 것에 대한 시위를 계속할 것을 요청했다.
그의 서한에서 하메네이는 가자 지구에서 이스라엘의 공격에 반대하는 학생 시위자들에게 공감과 연대를 표명했다. 그는 이 학생들을 "저항 전선의 한 지부"로 언급하며 "신의 허락"으로 그들의 승리를 예언했다. 하메네이는 또한 가자 지구와 레바논 분쟁 피해자들을 위한 기금 모금 캠페인을 운영한다.

### 내용주
1. ↑  /kɑːˈmeɪneɪ/; 페르시아어: سید علی حسینی خامنه‌ای, fa

### 참조주
1. ↑  Kazemzadeh, Masoud (2013). 《Ayatollah Khamenei's Foreign Policy Orientation》. 《Comparative Strategy》 32. 443–458쪽. doi:10.1080/01495933.2013.840208. eISSN 1521-0448. ISSN 0149-5933. S2CID 153558136.
2. ↑  “Ali Khamenei”. 《cgie.org.ir》.
3. ↑  “taking look at the biography of Ali Khamenei”. 《farsi.khamenei.ir》. 2014년 3월 21일. 2014년 3월 21일에 확인함.
4. ↑  “A photo of Identity document of Ayatollah Khamenei”. 《farsi.khamenei.ir》 (페르시아어). 2010년 2월 1일. 2017년 8월 14일에 원본 문서에서 보존된 문서. 2018년 1월 14일에 확인함.
5. 1 2 3 4 5  Velayati, Ali Akbar. 〈Ayatollah Ali Khamenei〉. 《The Great Islamic Encyclopedia》 (페르시아어). 2017년 2월 11일에 원본 문서에서 보존된 문서. 2017년 4월 3일에 확인함.
6. 1 2  “최고 지도자의 사무실, 세예드 알리 하메네이”. 《leader.ir》. 2009년 6월 18일에 원본 문서에서 보존된 문서. 2009년 6월 19일에 확인함.
7. ↑  악바르 하셰미 라프산자니. 하셰미의 아야톨라 하메네이에게 보내는 애도 메시지/ 농업부 및 에너지부 장관들의 하셰미에 대한 프로그램 발표 (페르시아어). 2013년 6월 20일에 원본 문서에서 보존된 문서.
8. ↑  Eternal Iran, in 1721; Patrick Clawson, 2005, ISBN 1-4039-6276-6, p. 5.
9. ↑  Robin Wright, The Last Great Revolution - Turmoil and Transformation in Iran, Alfred A. Knopf, 2000
10. ↑  “بیوگرافی خواهر متوفی رهبر انقلاب”. 《baharnews.ir》 (페르시아어). 바하르 (신문). 2015년 3월 23일. 2020년 11월 19일에 확인함.
11. ↑  Encyclopedia of the Peoples of Africa and the Middle East – Facts on File, Incorporated, 2009, p. 79
12. ↑  “이란과 코카서스 - 이념에 대한 실용주의의 승리 – 세계 대화 센터”. 《worlddialogue.org》. 2013년 9월 27일에 원본 문서에서 보존된 문서. 2014년 1월 1일에 확인함.
13. ↑  “아제르바이잔인들은 국가 농담의 희생자가 되는 것에 불만을 품고 있다”. 《irinnews.org》 (유엔 인도주의 업무 조정국). 2006년 5월 25일. 2007년 8월 14일에 원본 문서에서 보존된 문서. 2009년 6월 19일에 확인함.
14. ↑  “아제르바이잔에서 표류하는 이란”. 아시아 타임스. 2004년 9월 28일. 2005년 4월 23일에 원본 문서에서 보존된 문서. 2009년 6월 19일에 확인함. 또 다른 아제르바이잔 혈통으로는 이슬람 혁명 수비대 (IRGC)의 총사령관이자 국내에서 가장 중요한 군사-안보 관리인 라힘 사파비가 있다.
15. ↑  Majd, Hooman (2009년 2월 19일). “이란에 변화가 오다”. 더 데일리 비스트. 2010년 1월 16일에 원본 문서에서 보존된 문서. 2009년 2월 20일에 확인함. 알리 하메네이 [...]는 민족적으로 튀르크계이지만 야즈드 혈통도 절반 섞여 있으며, 어머니로부터 소심한 유전자를 물려받지는 않은 것으로 보인다
16. ↑  아나즈 뉴스 (1394). 8월 6일, 최고 지도자의 라슈트 시 역사적 방문 기념일 (페르시아어). 2015년 7월 29일에 원본 문서에서 보존된 문서.
17. ↑  “(broken)”. 2012년 8월 3일에 원본 문서에서 보존된 문서.
18. ↑  “ShiaOnline.ir – شیعه آنلاین – 아야톨라 하메네이의 계보에 대한 간략한 개요”. 《shia-online.ir》. 2014년 1월 2일에 원본 문서에서 보존된 문서.
19. ↑  “이란의 역사적 인물 - 세예드 알리 하메네이”. 이란 상공회의소. 2009년 6월 11일에 원본 문서에서 보존된 문서. 2009년 6월 19일에 확인함.
20. ↑  Rahnema, Ali (2000). 《알리 라흐네마르, 이슬람 유토피안 - 알리 샤리아티의 정치 전기, 1998, p. 368》. 아이.비. 타우리사. ISBN 978-1-86064-552-5. 2009년 6월 19일에 확인함.
21. 1 2  “Khamenei.ir”. 2013년 11월 12일에 원본 문서에서 보존된 문서.
22. ↑  “아야톨라 하메네이 아스탄 쿠즈 라자비 하인장으로 임명”. 《farsi.khamenei.ir》. 알리 하메네이. 1979년 4월 14일. 2017년 8월 19일에 원본 문서에서 보존된 문서. 2017년 8월 19일에 확인함.
23. ↑  사히미, 무함마드 (2016년 5월 8일). “이란의 놀라운 축소 아야톨라”. 더 내셔널 인터레스트. 2016년 6월 23일에 원본 문서에서 보존된 문서. 2016년 7월 1일에 확인함.
24. ↑  Nikola B. Schahgaldian, Gina Barkhordarian (March 1987), 《The Iranian Military Under the Islamic Republic》 (PDF), 랜드 연구소, ISBN 978-0-8330-0777-3, 2017년 2월 3일에 원본 문서 (PDF)에서 보존된 문서, 2017년 1월 15일에 확인함
25. ↑  Maloney, Suzanne (2015). 《혁명 이후 이란의 정치 경제》. 케임브리지 대학교 출판부. 152쪽. ISBN 978-0-521-73814-9. 2017년 11월 14일에 원본 문서에서 보존된 문서.
26. ↑  Kahlili, Reza (2013). 《배신할 시간 - 배신, 공포, 용기에 대한 스릴 넘치는 실제 스파이 이야기》. 쓰레시홀드 에디션스. 155쪽. ISBN 978-1-4391-8968-9.
27. ↑  Qaffari, Mostafa. “1981년 6월 27일의 암살 시도 모험에 대한 보고서”. 《farsi.khamenei.ir》. 2016년 12월 8일에 원본 문서에서 보존된 문서.
28. ↑  “무나피크들에 의한 테헤란 인기 금요 기도 테러”. 정치 연구 및 연구소. 2017년 4월 20일에 원본 문서에서 보존된 문서. 2017년 4월 19일에 확인함.
29. 1 2 3 4 5 6  Nasr, Vali (2007년 12월 9일). “테헤란의 "결정권자"를 만나다 - 예상치 못한 열혈분자이다.”. 《워싱턴 포스트》. 2008년 10월 7일에 원본 문서에서 보존된 문서. 2007년 12월 9일에 확인함.
30. ↑  Murphy, John (2007). 《알리 하메네이》. 첼시 하우스 출판사. 93쪽. ISBN 978-0-7910-9517-1.
31. ↑  하메네이는 낮은 자세를 유지했다 프랑스 통신사, 2009년 6월 20일, 2009년 9월 24일 검색됨.
32. ↑  Maziar Bahari (2007년 4월 6일). “하메네이는 어떻게 통제력을 유지하는가”. 뉴스위크. 2010년 10월 25일에 원본 문서에서 보존된 문서. 2010년 9월 29일에 확인함.
33. ↑  “카스트로가 아야톨라 하메네이에게 - "왜 오른손 대신 왼손으로 악수하셨습니까?"”. 《khabaronline.ir》. 2017년 4월 16일에 원본 문서에서 보존된 문서. 2017년 4월 15일에 확인함.
34. 1 2 3 4 5 6 7 8 9  사자드푸르, 카림 (2009). 《하메네이 읽기 - 이란에서 가장 강력한 지도자의 세계관》 (PDF). 카네기 국제평화재단. 2011년 5월 6일에 원본 문서 (PDF)에서 보존된 문서.
35. ↑  “이란의 역사 - 1979년 혁명 승리 이후의 이란”. 이란 상공회의소. 2009년 4월 9일에 원본 문서에서 보존된 문서. 2009년 6월 19일에 확인함.
36. ↑  “하메네이가 이란의 마지막 최고 지도자가 될 것이다”. 뉴스위크. 2009년 11월 17일. 2017년 9월 16일에 원본 문서에서 보존된 문서. 하메네이가 이란 이슬람 혁명 수비대에 부여한 막대한 권력을 언급하며, 하메네이의 직접적인 통제 하에 시위대, 인권 운동가, 야당 언론인들을 잔인하게 진압했다
37. ↑  Karsh, Efraim (2002). 《이란-이라크 전쟁 1980–1988》. 오스프레이 출판. 41쪽. ISBN 1-84176-371-3.
38. ↑  요시 멜만 (2007년 10월 11일). “이스라엘, 독일의 이란인 석방 막지 못해”. 하아레츠. 2009년 4월 1일에 원본 문서에서 보존된 문서.
39. ↑  로야 하카키안 (2007년 10월 4일). “처분 가능한 이란인의 종말”. 《슈피겔》. 2008년 8월 27일에 원본 문서에서 보존된 문서. 2009년 1월 31일에 확인함.
40. ↑  “독일 법원, 92년 살인 사건에 이란 지도부 연루”. CNN. 1997년 4월 10일. 2013년 11월 26일에 원본 문서에서 보존된 문서. 2013년 1월 26일에 확인함.
41. ↑  “독일, 1992년 살인 사건으로 투옥된 이란인 추방”. 2012년 3월 6일에 원본 문서에서 보존된 문서.
42. ↑  “이란 - 독일에서 석방된 테러리스트, 테헤란에서 환영받다”. 유라시아넷. 2007년 12월 14일. 2014년 4월 4일에 원본 문서에서 보존된 문서. 2013년 6월 21일에 확인함.
43. ↑  Mattair, Thomas R. (2015). 《글로벌 안보 감시 - 이란: 참고 핸드북》 (영어). 프라거. 156쪽. ISBN 978-0275994839.
44. 1 2 3  Mohammad, Mahboubi (2015년 6월 7일). “증언자들은 "지도부 평의회" 제안을 통과시키려는 라프산자니의 시도를 서술한다” (페르시아어). 라자뉴스. 2016년 12월 28일에 원본 문서에서 보존된 문서. 2017년 5월 1일에 확인함.
45. ↑  "알리 하메네이", (2024) [2001], 브리태니커 백과사전.
46. ↑  “이란”. 《2009-2017.state.gov》. 2010년 7월 23일. 2010년 8월 21일에 확인함. 정부는 시민들의 모임, 이동, 통신을 감시했으며, 종종 편지, 이메일, 기타 공개 및 비공개 통신을 근거로 국가 안보에 대한 범죄 및 정권 모욕 혐의로 기소했다.
47. 1 2 3  “프로필 - 아야톨라 세예드 알리 하메네이”. BBC 뉴스. 2009년 6월 17일. 2009년 3월 26일에 원본 문서에서 보존된 문서. 2009년 7월 28일에 확인함.
48. 1 2  Khani, Elahe. “왜 지도부에 대한 공격인가?”. 파르스 뉴스 통신사. 2017년 9월 17일에 원본 문서에서 보존된 문서. 2017년 5월 8일에 확인함.
49. ↑  악바르 하셰미 라프산자니 (1989년 6월 4일). 왜 아야톨라 하메네이가 이맘의 유언을 읽었나? / 모더레신 학회에서 아야톨라 골파이가니의 지도력 제안 (페르시아어). 재건축 및 개발. 2013년 6월 20일에 원본 문서에서 보존된 문서.
50. ↑  “전문가 회의 – 이슬람 혁명의 가장 중요한 실제 발전 중 하나는 벨러야테 파키 조직의 설립이었다 [ILNA]”. 《khobreganrahbari.com》. 2012년 2월 6일에 원본 문서에서 보존된 문서. 2009년 6월 19일에 확인함.
51. ↑  “하셰미 라프산자니: 1968년, 한 사람의 지도력에 대한 가장 중요한 반대는 최고 지도자 자신에게 있었다”. 2009년 3월 26일에 원본 문서에서 보존된 문서. 2009년 6월 19일에 확인함.
52. 1 2 3 4 5  Filkins, Dexter (2020년 5월 18일). “TheTwilight of the Iranian Revolution”. 《The New Yorker》. 2020년 6월 7일에 확인함.
53. ↑  “분석 - 이란의 신학 공동체가 변화하는 세계와 씨름하다”. 자유유럽방송. 2004년 9월 16일. 2008년 6월 17일에 원본 문서에서 보존된 문서. 2009년 6월 19일에 확인함.
54. ↑  “전문가 회의 - 몬타제리에서 하메네이 재선까지”. 《revolution.pchi.ir》 (페르시아어). 2017년 8월 21일에 원본 문서에서 보존된 문서. 2017년 6월 6일에 확인함.
55. ↑  Hovsepian-Bearce, Yvette (2015). 《아야톨라 하메네이의 정치 이념 - 이란 최고 지도자의 입에서 나온 것》 (영어). 라우틀리지. ISBN 978-1-317-60582-9. 2017년 10월 11일에 원본 문서에서 보존된 문서. 2017년 6월 6일에 확인함.
56. ↑  이란 최고 지도자, 시위의 원인을 미-이스라엘 음모로 지목, 파이낸셜 타임스, 2018년 1월 9일
57. ↑  유출된 영상, 이란 하메네이 당혹스럽게 하고 라프산자니 연루, 알아샤르크 알아우사트, 2018년 1월 10일
58. ↑  “유출된 영상, 이란 최고 지도자 선출에 대한 새로운 세부 정보 공개 - 알-모니터: 2012년부터 중동의 주요 독립 뉴스 출처”. 《www.al-monitor.com》. 2018년 1월 19일에 원본 문서에서 보존된 문서.
59. ↑  1989년 하메네이 임시 최고 지도자로 단 1년만 선출된 충격적인 영상 클립 공개, 자유유럽방송, 2018년 1월 9일
60. ↑  “العراق: المرجع كاظم الحائري يعلن عدم استمراره في المرجعية بسبب المرض”. 《almehwartoday.com》. 2022년 8월 29일.
61. ↑  “بيان لسماحة السيد كاظم الحائري يعلن فيه عدم الاستمرار في التصدي للمرجعية بسبب المرض والتقدم في”. 2022년 8월 29일.
62. ↑  “역사상 첫 사임.. 종교 지도자, 마르자 직위에서 사임 제출”. 《baghdad-times.net》. 2022년 8월 29일.
63. ↑  쿠르디스탄24 (2022년 8월 29일). “사드르, 정치 은퇴, 운동 기관 및 언론 플랫폼 폐쇄”. 《kurdistan24.net》. 2024년 12월 17일에 확인함.
64. 1 2  Golkar, Saeid; Khalaji, Mehdi (2013년 6월 12일). “이슬람 공화국의 생존 의지 - 가능한 핵 저항, 불가능한 사회 반란”. 《washingtoninstitute.org》. 2020년 6월 8일에 확인함.
65. ↑  “이란의 하메네이, 라프산자니와 로하니를 공개적으로 질타하며 희귀한 공개 설전 벌여”. 미들 이스트 아이. 2016년 4월 4일에 원본 문서에서 보존된 문서.
66. ↑  “하메네이, 이란은 녹색으로 가야 한다고 말하다”. 알-모니터. 2015년 12월 22일에 원본 문서에서 보존된 문서. 2016년 3월 31일에 확인함.
67. ↑  루이 샤르보노 및 파리사 하페지 (2014년 5월 16일). “이란, 탄도미사일 작업 계속하며 핵 협상 복잡하게 만들어”. 로이터. 2017년 7월 31일에 원본 문서에서 보존된 문서.
68. ↑  “기적을 바라며 - 하메네이의 경제 계획”. 2016년 3월 7일에 원본 문서에서 보존된 문서.
69. ↑  “지도자, 대통령 및 내각 구성원들과 만나다”. 2004년 11월 9일. 2016년 8월 11일에 원본 문서에서 보존된 문서.
70. ↑  “최고 지도자, 로하니 대통령 및 내각 구성원들과 만나다”. 2016년 8월 6일에 원본 문서에서 보존된 문서.
71. ↑  “지도자, 대통령 및 내각 구성원들과 만나다”. 2015년 7월 14일. 2016년 10월 11일에 원본 문서에서 보존된 문서.
72. ↑  “아야톨라 하메네이 - 사법부는 이란 국민의 침해된 권리를 국제적으로 추적해야 한다”. 2016년 7월 2일. 2016년 8월 11일에 원본 문서에서 보존된 문서.
73. ↑  “이란 지도자 하메네이, 새 의원들 회의에서 서방 "음모" 경고”. 2016년 5월 28일. 2016년 7월 1일에 원본 문서에서 보존된 문서.
74. 1 2 3 4  Dareini, Ali Akbar (2011년 4월 20일). “이란 의원들, 아마디네자드에 정보부 장관 지지하라고 경고하며 정치적 분쟁 심화”. 세인트 알버트 가제트. AP (통신사). 2013년 12월 17일에 원본 문서에서 보존된 문서. 2017년 1월 11일에 확인함.
75. ↑  “중동 – 이란 부통령 "해고"”. 2009년 7월 25일. 2009년 7월 25일에 원본 문서에서 보존된 문서.
76. ↑  “카다피 사망 후 테헤란, 트리폴리와의 관계에서 기어 변경”. 2011년 10월 22일. 2013년 7월 22일에 원본 문서에서 보존된 문서. 2012년 3월 5일에 확인함.
77. ↑  “아야툴라 알-우즈마 세예드 알리 하메네이의 삶의 단면”. 2010년 6월 12일에 원본 문서에서 보존된 문서. 2012년 3월 5일에 확인함.
78. ↑  “이란의 내부 및 외부 영향력과 권력 집단”. 《로스앤젤레스 타임스》. 2007년 12월 31일. 2017년 9월 13일에 원본 문서에서 보존된 문서.
79. ↑  “하타미 육군 대장, 이란 육군 신임 참모총장으로 임명”. 《테헤란 타임즈》 (영어). 2025년 6월 13일. 2025년 6월 18일에 확인함.
80. ↑  Yilmaz, Betul (2025년 6월 13일). “이란 최고 지도자, 영구 IRGC 총사령관 임명”. 《아나돌루 통신》. 2025년 6월 18일에 확인함.
81. ↑  《압돌라힘 무사비 대장, 국군 참모총장으로 임명》, 최고 지도자 사무실, 2025년 6월 13일, 2025년 6월 18일에 확인함
82. ↑  “호세인 데흐간, 보니야드 모스타자판 총재로 임명” (페르시아어). 2024년 7월 9일에 원본 문서에서 보존된 문서. 2024년 7월 9일에 확인함.
83. ↑  “아흐마드 레자 라단 경감, 경찰청장으로 임명”. 2024년 7월 9일에 원본 문서에서 보존된 문서. 2024년 7월 9일에 확인함.
84. ↑  “페이만 제벨리, 국영 방송 국장으로 임명 + 배경 및 학력”. 2024년 7월 9일에 원본 문서에서 보존된 문서. 2024년 7월 9일에 확인함.
85. ↑  “이란, 과거 학대 조사 요구 속 강경 성직자를 최고 판사로 지명”. 로이터. 2024년 6월 11일에 원본 문서에서 보존된 문서. 2024년 7월 9일에 확인함.
86. ↑  “모스타자판 재단 및 이맘 호메이니 구호 위원회 위원장 임명” (페르시아어). ISNA. 2019년 7월 22일. 2024년 7월 9일에 확인함.
87. ↑  “아야톨라 하메네이, 셰이크 아흐마드 마르비를 아스탄 쿠즈 라자비 수호자로 임명”. 《english.khamenei.ir》. 2019년 4월 4일. 2019년 5월 13일에 확인함.
88. ↑  《아야톨라 하메네이의 이슬람 아자드 대학교 총재로 벨라야티 박사를 임명하는 칙령》, 최고 지도자 사무실, 2016년 3월 7일, 2017년 10월 10일에 원본 문서에서 보존된 문서, 2017년 6월 11일에 확인함
89. ↑  아미르 타헤리 (2010). 《페르시아의 밤 - 호메이니 혁명 하의 이란》 재판. 인카운터 북스. 235쪽. ISBN 9781594034794.
90. ↑  “이란 최고 지도자 하메네이에게, 사랑과 빈곤으로”. 《가디언》. 2012년 4월 5일.
91. ↑  “하메네이, 자신에 대한 제재를 혁명에 대한 직접적인 도전으로 볼 것”. 《워싱턴 연구소》.
92. ↑  브럼버그, 다니엘; 파르히, 파리데 (2016년 4월 4일). 《이란의 권력과 변화 - 논쟁과 화해의 정치》. 인디애나 대학교 출판부. ISBN 9780253020796 – 구글 북스 경유.
93. ↑  다라가히, 보르주 (2019년 7월 22일). “이란 최고 지도자 알리 하메네이가 어떻게 자신의 지위를 "페르시아 군주들이 부러워했을" 정도로 만들었는가”. 《인디펜던트》. 2019년 7월 21일에 원본 문서에서 보존된 문서. 2022년 4월 11일에 확인함.
94. ↑  “이란의 로하니, 최고 지도자에 반대하지 말라는 경고 받아”. 《worldbulletin.net》. 2016년 6월 24일에 원본 문서에서 보존된 문서. 2016년 7월 1일에 확인함.
95. ↑  “아야톨라 하메네이의 여정”. 뉴스위크. 2009년 6월 19일. 2016년 3월 7일에 원본 문서에서 보존된 문서.
96. ↑  McElroy, Damien; Vahdat, Ahmad (2013년 5월 2일). “이란 아야톨라 하메네이, 독일 자동차 딜러 분쟁에 휘말려”. 데일리 텔레그래프. 2016년 1월 9일에 원본 문서에서 보존된 문서.
97. 1 2 3  Tait, Robert (2013년 11월 12일). “Ayatollah Ali Khamenei controls £60 billion financial empire, report says”. The Daily Telegraph. 2017년 9월 12일에 원본 문서에서 보존된 문서.
98. ↑  “하메네이, 부동산 압류로 건설된 거대한 금융 제국 통제”. 《로이터》. 2013년 11월 12일에 원본 문서에서 보존된 문서.
99. ↑  스티브 스텍로우, 바박 데흐간피셰, 예가네 토르바티 (2013년 11월 11일). “아야톨라의 자산 - 이란 최고 지도자 뒤에 있는 경제 제국 – 하메네이, 부동산 압류로 건설된 거대한 금융 제국 통제”. 로이터. 2018년 1월 12일에 확인함.
100. ↑  “이맘의 명령 집행 본부의 경제 활동 수익 90% 이상이 빈곤 지역에 사용된다” (페르시아어). 이란 이슬람 공화국 통신. 2018년 6월 11일에 확인함.
101. 1 2 3  “위성 기사와 최신 이야기 | 예루살렘 포스트”. 《fr.jpost.com》. 2012년 2월 5일에 원본 문서에서 보존된 문서.
102. 1 2 3 4  Robert F. Worth and Nazila Fathi, "성직자들의 해임 요구, 이란 지도자에 도전" 보관됨 2016-07-24 - 웨이백 머신
103. 1 2  Fathi, Nazila (2008년 1월 7일). “아마디네자드, 이란 최고 지도자 하메네이의 지지 잃다”. 《뉴욕 타임스》. 2011년 6월 29일에 원본 문서에서 보존된 문서. 2011년 6월 18일에 확인함.
104. 1 2 3  Abdo, Geneive (2011년 4월 26일). “마샤이와의 충돌, 이란 정권 내부의 균열 드러내”. 《허프포스트》. 2017년 1월 11일에 확인함.
105. ↑  아마디네자드, 이란 대통령으로서 핵심 지지 확보, 차이나 데일리, 2009년 8월 4일
106. ↑  아야톨라 알리 하메네이, 금요 기도에서 아마디네자드 지지, 데일리 텔레그래프, 데미안 맥엘로이, 2009년 6월 19일
107. 1 2 3  Dehghan, Saeed Kamali (2011년 5월 5일). “아마디네자드 측근, 마법 혐의로 기소”. 《가디언》. 2011년 5월 10일에 원본 문서에서 보존된 문서. 2011년 6월 18일에 확인함.
108. 1 2 3  다라가히, 보르주 (2011년 5월 2일). “스파이 사건으로 이란 대통령 마무드 아마디네자드 약화”. 《로스앤젤레스 타임스》. 2017년 1월 11일에 확인함.
109. 1 2  피터슨, 스콧 (2011년 5월 9일). “이란 아마디네자드, 대통령직 최악의 폭풍을 견뎌내다”. 크리스천 사이언스 모니터. 2017년 1월 11일에 확인함.
110. ↑  Dehghan, Saeed Kamali (2011년 5월 6일). “이란 최고 지도자, 아마디네자드에게 장관 수용 또는 사임 요구”. 《가디언》.
111. ↑  에르드브링크, 토마스 (2011년 5월 8일). “이란 아마디네자드, 하메네이 결정 수용, 긴장은 여전”. 《워싱턴 포스트》.
112. ↑  “이란, 아마디네자드 의회 조사 취소”. 알자지라. 2012년 11월 21일. 2017년 1월 11일에 확인함.
113. ↑  “Archived copy”. 2016년 10월 1일에 원본 문서에서 보존된 문서. 2016년 9월 28일에 확인함.
114. ↑  “하메네이, 아마디네자드의 복귀 막아”. 2016년 9월 27일. 2016년 9월 28일에 원본 문서에서 보존된 문서. 2016년 9월 28일에 확인함.
115. ↑  Bozorgmehr, Najmeh. “이란의 아야톨라 하메네이, 아마디네자드의 복귀 막아”. 《아이리시 타임스》.
116. ↑  Dehghan, Saeed Kamali (2016년 9월 28일). “아마디네자드, 이란 대통령 선거 출마 금지”. 《가디언》.
117. ↑  “아마디네자드, 하메네이의 명령에 따라 대통령 출마 금지”. 아샤르크 알아우사트. 2016년 9월 27일. 2016년 9월 28일에 원본 문서에서 보존된 문서. 2016년 9월 28일에 확인함.
118. ↑  “아마디네자드, 하메네이의 출마 금지 명령 따르겠다고 맹세”. 《english.alarabiya.net》. 2016년 9월 26일. 2018년 9월 23일에 확인함.
119. ↑  “이란의 수니파 최고 성직자, 최고 지도자 비난”. 2023년 4월 28일.
120. ↑  “이란인들, 최고 지도자의 국민투표 거부에 반응하다”. 2023년 4월 20일.
121. ↑  “영화에 대한 설명”.
122. ↑  “미국이 무시하고 싶어하는 이란 선택지”. 아시아 타임스. 2006년 3월 17일. 2006년 3월 16일에 원본 문서에서 보존된 문서.
123. ↑  “이란, 평화적 핵연료 주기 기술 보유국”. 이란 이슬람 공화국 통신. 2005년 8월 25일. 2013년 8월 10일에 원본 문서에서 보존된 문서. 2013년 8월 13일에 확인함.
124. ↑  “오바마 대통령의 유엔 총회 연설”. 《obamawhitehouse.archives.gov》. 2013년 9월 24일. 2017년 1월 27일에 원본 문서에서 보존된 문서. 2015년 8월 21일에 확인함 – 국립문서보관소 경유.
125. ↑  “법적 측면 – 핵무기 금지 파트와”. 《nuclearenergy.ir》. 2015년 7월 11일에 원본 문서에서 보존된 문서.
126. ↑  “대량살상무기의 불법성”. 아야톨라 하메네이 공식 웹사이트 – 파트와 섹션. 2015년 7월 8일에 원본 문서에서 보존된 문서.
127. ↑  “핵 파트와 - 이란의 확산 전략에서 종교와 정치”. 《washingtoninstitute.org》. 2017년 10월 10일에 원본 문서에서 보존된 문서.
128. ↑  “자메예 바즈 – 하메네이의 소위 "핵 파트와"의 유연성”. PBS. 2015년 12월 22일에 원본 문서에서 보존된 문서.
129. ↑  “이란, 핵 파트와 존재한다고 주장; 다른 이들은 믿지 않아”. USA 투데이. 2013년 10월 4일. 2014년 9월 5일에 원본 문서에서 보존된 문서. 2015년 1월 31일에 확인함.
130. ↑  Kessler, Glenn (2013년 11월 27일). “사실 확인 이란 최고 지도자가 핵무기 개발에 반대하는 파트와를 발표했는가?”. 《워싱턴 포스트》. 2015년 4월 3일에 원본 문서에서 보존된 문서. 2015년 4월 7일에 확인함.
131. ↑  Porter, Gareth (2014년 10월 16일). “아야톨라가 핵무기에 '아니오'라고 말했을 때”. 포린 폴리시. 2015년 8월 22일에 원본 문서에서 보존된 문서. 2015년 8월 21일에 확인함.
132. ↑  Elham, Gholam-Hossein. “핵무기 생산을 금지하는 파트와는 "정치적 타끼야"인가?”. 《borhan.ir》. 2015년 9월 23일에 원본 문서에서 보존된 문서. 2015년 8월 29일에 확인함.
133. ↑  “Middle East | Punch-up over press law”. BBC News. 2000년 8월 6일. 2004년 6월 24일에 원본 문서에서 보존된 문서. 2009년 6월 19일에 확인함.
134. ↑  “이란 이슬람 공화국 방송”. 2007년 7월 1일에 원본 문서에서 보존된 문서.
135. ↑  야데가리, 샤흐로흐. “페르시아 전통 음악 소개”. 장막 너머. 2008년 1월 14일에 원본 문서에서 보존된 문서. 2009년 6월 19일에 확인함.
136. ↑  Inhorn, Marcia C. (2006년 1월). “파트와와 ARTs - 수니파 대 시아파 이슬람의 IVF 및 배우자 기증 (Id. vLex: VLEX-418643)”. 젠더, 인종 및 정의 저널 – 제9-2호, 2006년 1월 (vlex.com 제공). 2009년 6월 24일에 원본 문서에서 보존된 문서. 2009년 6월 19일에 확인함.
137. ↑  “줄기세포 연구는 시아 이슬람과 일치한다”. 《muslimvoices.org》. 2009년 12월 9일. 2010년 7월 27일에 원본 문서에서 보존된 문서. 2010년 8월 21일에 확인함.
138. ↑  “이란 최고 지도자의 메시지”. 2019년 9월 16일에 원본 문서에서 보존된 문서.
139. ↑  이맘 하메네이의 하즈 2019년 순례자들에게 40개 언어로 보낸 메시지 abna24.com
140. ↑  이란 최고 지도자의 하즈 메시지, 이전부터 현재까지 yjc.ir
141. ↑  하즈는 "세기의 거래"에 맞서 싸울 위대한 기회이다 - 이맘 하메네이, khamenei.ir, 2019년 9월 7일 검색됨
142. ↑  “암만 메시지 공식 웹사이트 – 대 아야톨라 알-세예드 알리 하메네이”. 《ammanmessage.com》. 2012년 2월 8일에 원본 문서에서 보존된 문서.
143. ↑  “메흐르 뉴스 세계 이슬람의 최우선 과제 통일 - 지도자”. 메흐르 뉴스 통신사. 2015년 1월 12일에 원본 문서에서 보존된 문서.
144. ↑  “알-아즈하르 총장, 종교 지도자들, 아야톨라 하메네이의 파트와를 환영하다 - 아흘룰 바이트 이슬람 선교 (AIM)”. 《aimislam.com》. 2010년 10월 4일. 2014년 1월 1일에 원본 문서에서 보존된 문서. 2014년 1월 1일에 확인함.
145. ↑  “하메네이, 여성의 자전거 사용 제한해야 한다고 말하다”. 《en.radiofarda.com》 (영어). 2017년 11월 27일. 2021년 6월 21일에 확인함.
146. 1 2  이란 이슬람 공화국 헌법 제91조
147. ↑  이란 이슬람 공화국 헌법 제157조
148. ↑  “전략적 통찰력 – 2004년 의회 선거 이후 이란 정치”. 미국 해군. 2004년 2월 20일. 2009년 6월 18일에 원본 문서에서 보존된 문서. 2009년 6월 19일에 확인함.
149. ↑  라민 모스타김. “이란 최고위층, 선거 문제에 강경 입장”. 《로스앤젤레스 타임스》. 2009년 6월 28일에 원본 문서에서 보존된 문서.
150. ↑  최고 지도자, 무사비에게 법적 절차를 따르도록 촉구 보관됨 2015-11-04 - 웨이백 머신 (하메네이 웹사이트), 2009년 6월 14일, 2009년 7월 2일 검색됨.
151. ↑  “타임라인 - 2009년 이란 대통령 선거”. CNN. 2016년 4월 28일에 원본 문서에서 보존된 문서.
152. ↑  “중동 – 영국, 이란 기소 주장에 대한 조사”. BBC. 2009년 7월 4일.
153. ↑  “이란 최고 지도자, 이란에 대한 서방의 "간섭" 비난”. 미국의 소리. 2009년 7월 6일. 2009년 7월 9일에 원본 문서에서 보존된 문서. 2010년 8월 21일에 확인함.
154. ↑  “전문가 회의 의원들과의 만남에서 혁명 지도자: 전문가 회의는 혁명적이어야 한다 / 최근 선거에서 떨어진 사람들의 신사적인 행동과 2009년 선동가들의 불량한 행동을 비교 / 메스바흐와 야즈디 씨의 부재는 전문가 회의에 손실이다” [최고 지도자, 전문가 회의 회원들과 만나다 - 전문가 회의는 혁명적이어야 한다 / 최근 선거에서 떨어진 사람들의 신사적인 행동과 2009년 소동꾼들의 불량한 행동을 비교 / 메스바흐 야즈디 씨의 부재는 전문가 회의에 손실이다] (페르시아어). 파르스 뉴스 통신사. 2016년 3월 10일. 2016년 5월 16일에 원본 문서에서 보존된 문서. 2016년 5월 19일에 확인함.
155. ↑  Barnard, Anne (2006년 8월 22일). “이란, 과학을 자부심의 원천으로 바라보다”. 보스턴 글로브. 2009년 5월 26일에 원본 문서에서 보존된 문서. 2009년 6월 19일에 확인함.
156. ↑  “윤리보다 과학?”. 채널 4 뉴스. 2006년 3월 8일. 2007년 4월 19일에 원본 문서에서 보존된 문서. 2009년 6월 19일에 확인함.
157. ↑  “학생, 과학 올림피아드 우승자들 지도자 만나다”. 아야톨라 세예드 알리 하메네이의 저작물 보존 및 출판을 위한 이슬람 혁명 문화-연구소. 2004년 10월 31일. 2007년 9월 27일에 원본 문서에서 보존된 문서. 2009년 6월 19일에 확인함.
158. ↑  Majd, The Ayatollah Begs to Differ, (2008), p. 59
159. ↑  “이란 최고 지도자, 사우디아라비아의 예멘 "대량 학살" 비난”. 《가디언》. 2015년 4월 9일.
160. ↑  “최신 소식 - 인도네시아, 로힝야족을 위해 34톤 원조 보내”. 《nydailynews.com》. 2017년 9월 16일에 원본 문서에서 보존된 문서. 2017년 9월 14일에 확인함.
161. ↑  “이란의 중국 위구르족 탄압에 대한 신중한 접근”. 더 디플로맷 (잡지). 2018년 9월 18일.
162. ↑  “영화 | 혁명 지도자: 오늘날 이 지역에서 가장 높은 탑은 가장 무능한 나라에 있다!”. 2018년 2월 21일.
163. ↑  Kendall-Taylor, Andrea; Fontaine, Richard (2024년 4월 23일). “혼란의 축 - 미국의 적들은 어떻게 글로벌 질서를 뒤엎기 위해 단결하는가”. 포린 어페어스. 2025년 3월 18일에 확인함.
164. ↑  Veisi, Morad (2024년 12월 23일). “하메네이, 시리아 새 정부 전복 희망 시사”. 《www.iranintl.com》 (영어). 2025년 6월 20일에 확인함.
165. ↑  Ekmanis, Indra (2020년 1월 3일). 《미국-이란 관계의 역사 - 타임라인》. 《더 월드》. 2020년 6월 9일에 확인함.
166. ↑  “오늘의 에너지”. 미국 에너지 관리청. 2020년 6월 9일에 확인함.
167. ↑  Karimi, Nasser (2007년 9월 14일). “이란 지도자 - 부시는 재판받을 것이다”. 《워싱턴 포스트》. 2012년 11월 12일에 원본 문서에서 보존된 문서. 2009년 6월 19일에 확인함.
168. ↑  “이란, 미국 정책 변화 없어 - 하메네이”. 로이터. 2009년 3월 21일. 2009년 3월 24일에 원본 문서에서 보존된 문서. 2009년 6월 19일에 확인함.
169. ↑  “하메네이, 반란 지지, 오바마 거짓말 비난”. 프랑스 통신사. 2011년 3월 21일. 2011년 3월 21일에 확인함.
170. ↑  “이란의 하메네이 - 서방은 반군을 무장시켜야지 리비아를 폭격해서는 안 된다”. 《예루살렘 포스트》.
171. ↑  “이란 최고 지도자, 미국을 테러리즘으로 비난”. 《ctvnews.ca》. 2011년 6월 25일. 2012년 3월 23일에 원본 문서에서 보존된 문서. 2014년 1월 1일에 확인함.
172. ↑  “하메네이, 이스라엘에 "번개" 보복 위협”. 《가디언》. 2012년 6월 4일. 2014년 9월 5일에 원본 문서에서 보존된 문서.
173. ↑  “알리 하메네이”. 대극단주의 프로젝트. 2016년 10월 9일에 원본 문서에서 보존된 문서.
174. 1 2  “미국, 이란의 미국 반대 서약에 "매우 우려"”. MSN. 2015년 7월 23일에 원본 문서에서 보존된 문서.
175. ↑  “케리, 이란의 미국 반대 서약 "매우 우려"”. 《aol.com》. 2016년 7월 15일. 2015년 7월 24일에 원본 문서에서 보존된 문서.
176. ↑  알리 아루지 (2015년 7월 18일). “이란 아야톨라, 핵 협정에도 불구하고 "거만한" 미국에 대한 반대 맹세”. NBC 뉴스. 2015년 7월 20일에 원본 문서에서 보존된 문서.
177. ↑  “핵 협정, 이란의 미국과의 관계 바꾸지 않을 것 - 최고 지도자”. 로이터. 2015년 7월 18일. 2015년 11월 14일에 원본 문서에서 보존된 문서.
178. ↑  캐롤 모렐로. “아야톨라, 핵 협정이 이란의 미국과의 관계를 바꾸지 않을 것이라고 말하다”. 《워싱턴 포스트》.
179. ↑  “이란 핵 - 아야톨라 하메네이, "거만한" 미국 질책”. BBC 뉴스. 2015년 7월 18일. 2015년 9월 5일에 원본 문서에서 보존된 문서.
180. ↑  톰 브룩스-폴록 (2015년 7월 18일). “이란 핵 협정 - 아야톨라 하메네이, "거만한" 미국에 대한 적대적 정책은 변하지 않을 것이라고 말하다”. 《인디펜던트》. 2017년 10월 10일에 원본 문서에서 보존된 문서.
181. ↑  “케리, 이란의 미국 반대 서약 "매우 불쾌하다"고 말하다”. 야후! 뉴스. 2015년 7월 21일. 2016년 3월 31일에 원본 문서에서 보존된 문서.
182. ↑  “이란에 대한 제재 부과”. 연방 관보. 2019년 6월 26일. 2020년 12월 16일에 확인함.
183. ↑  “코로나바이러스 - 이란 지도자, 미국이 자국을 표적으로 삼기 위해 "특별 버전" 바이러스 만들었다고 시사”. 《인디펜던트》. 2020년 3월 22일. 2020년 3월 23일에 원본 문서에서 보존된 문서.
184. ↑  “메타, 이란 최고 지도자 하메네이의 페이스북 및 인스타그램 계정 삭제”. CNN. 2024년 2월 9일. 2024년 2월 11일에 확인함.
185. ↑  “이란 최고 지도자, 우크라이나 사태에 대한 미국 비난”. 로이터.
186. 1 2  “이란, 미국 공격 규탄”. 2012년 1월 27일. 2001년 9월 17일에 확인함.
187. ↑  Goldberg, Jeffrey (2015년 8월 11일). “왜 이란의 반유대주의가 중요한가”. 디 애틀랜틱. 2017년 5월 23일에 원본 문서에서 보존된 문서. 2017년 6월 25일에 확인함.
188. ↑  Richter, Elihu D.; 알렉스 바르네아 (2009년 여름). 《테헤란의 이스라엘에 대한 대량 학살 선동》. 《중동 분기별》 XVI. 49–51쪽. 2013년 8월 6일에 원본 문서에서 보존된 문서. 2013년 8월 14일에 확인함.
189. ↑  하메네이 - 이스라엘 "종양"은 세계 최대 문제 보관됨 2015-09-23 - 웨이백 머신 Ynet 뉴스, 2012년 8월 19일
190. ↑  이란 지도자: 이스라엘은 "암성 종양" 보관됨 2015-09-23 - 웨이백 머신, CBS 뉴스, 2009년 3월 4일
191. ↑  이스라엘은 "암성 종양"이자 중동 최대 문제, 이란 최고 지도자 말하다 보관됨 2012-08-23 - 웨이백 머신 더 타임스 오브 이스라엘, 2012년 8월 19일
192. ↑  “케리, 하메네이의 "광견병에 걸린 개" 발언을 "선동적"이라고 비난”. ABC 뉴스. 2013년 11월 21일. 2015년 9월 21일에 원본 문서에서 보존된 문서. 2015년 9월 6일에 확인함.
193. ↑  “이란 지도자, 이스라엘을 "광견병에 걸린 개"로 칭하며 팔레스타인에 무기 촉구”. 로이터. 2014년 7월 29일. 2015년 9월 23일에 원본 문서에서 보존된 문서. 2015년 9월 6일에 확인함.
194. ↑  “시오니스트 정권에 대한 지도자의 해석 뒤에 숨겨진 비밀 / 지지자들의 고삐를 쥐고 있는 광견병에 걸린 개”. 파르스 뉴스 통신사. 2017년 10월 10일에 원본 문서에서 보존된 문서. 2017년 6월 12일에 확인함.
195. ↑  "트위터의 하메네이 - 야만적인 이스라엘 정권에는 전멸 외에 치료법이 없다" 보관됨 2015-03-10 - 웨이백 머신 예루살렘 포스트, 2014년 11월 9일, 2015년 3월 9일.
196. ↑  이란 지도자의 이스라엘 "전멸" 요구, 핵 데드라인 임박하며 분노 유발, CNN, 2014년 11월 10일.
197. ↑  이란의 하메네이 - 야만적인 이스라엘에게 전멸 외에 치료법은 없다 보관됨 2015-09-05 - 웨이백 머신, 더 슬레이테스트, 2014년 11월 9일
198. ↑  이란 최고 지도자 하메네이, 이스라엘 "제거" 이유 트윗 보관됨 2015-09-23 - 웨이백 머신, 글로벌 뉴스, 2014년 11월 10일
199. 1 2  Mostaghim, Ramin; 보르주 다라가히 (2008년 9월 20일). “이란 지도자, 이스라엘에 강경 발언”. 《로스앤젤레스 타임스》. 2008년 11월 5일에 원본 문서에서 보존된 문서. 2010년 1월 2일에 확인함.
200. ↑  “이스라엘 국민과 친구라고 표현하는 것은 거짓이고 비이성적이며 터무니없는 말이다” (페르시아어). 타브나크. 2017년 10월 10일에 원본 문서에서 보존된 문서. 2017년 6월 12일에 확인함.
201. ↑  “이란 최고 지도자, 핵 협상 시작하며 "후퇴 없다" 맹세”. 데일리 텔레그래프. 2013년 11월 20일. 2013년 11월 22일에 원본 문서에서 보존된 문서.
202. ↑  Edalat, Abbas (2007년 4월 5일). “미국은 상호 존중의 이 예시에서 배울 수 있다”. 《가디언》. 2007년 4월 30일에 원본 문서에서 보존된 문서. 2007년 4월 30일에 확인함.
203. ↑  이란 최고 지도자 아야톨라 세예드 알리 하메네이, 설교에서 이스라엘 비난. 타임스.
204. ↑  “아야톨라 하메네이, 이란이 이스라엘과 싸우는 "어떤 국가, 어떤 단체든" 지지할 것이라고 말하다”. 《워싱턴 포스트》.
205. ↑  “이란 지도자, "암성" 이스라엘 파괴 촉구”. CNN. 2000년 12월 15일. 2007년 4월 5일에 원본 문서에서 보존된 문서. 2007년 4월 30일에 확인함.
206. ↑  카라미, 아라시 (2015년 9월 9일). “하메네이 - 이스라엘은 25년 안에 더 이상 존재하지 않을 것이다”. 알-모니터. 2016년 4월 3일에 원본 문서에서 보존된 문서. 2016년 4월 2일에 확인함.
207. ↑  롤링, 노아 (2015년 9월 10일). “이란 최고 지도자, 이스라엘이 25년 안에 존재하지 않을 것이라고 말하다”. ADHD. 2016년 6월 11일에 원본 문서에서 보존된 문서. 2016년 4월 2일에 확인함.
208. ↑  코스키, 저스틴 (2015년 9월 10일). “이스라엘 네타냐후, 이란 최고 지도자의 사망 위협에 반격”. 서방 저널리즘. 2016년 1월 5일에 원본 문서에서 보존된 문서. 2016년 4월 2일에 확인함.
209. ↑  “이란 국민의 관점에서 2015년 이란 지도자의 최고의 문장이 선정되었다.”. 자한 뉴스 통신사. 2016년 3월 17일. 2016년 3월 30일에 원본 문서에서 보존된 문서. 2016년 4월 2일에 확인함.
210. ↑  “이란 지도자, 이스라엘 "종양"으로부터의 팔레스타인 해방 지지”. i24NEWS. 프랑스 통신사. 2017년 4월 23일에 원본 문서에서 보존된 문서. 2017년 4월 22일에 확인함.
211. ↑  Osman, Marwa. “팔레스타인 인티파다 지원 제6차 국제 회의”. 《ahtribune.com》 (영어). 2017년 4월 23일에 원본 문서에서 보존된 문서. 2017년 4월 22일에 확인함.
212. ↑  “이란의 하메네이 - UAE, 이스라엘과의 협정으로 "영원히 수치스러워질 것"”. 로이터. 2020년 9월 1일.
213. ↑  “이란의 하메네이, 하마스의 이스라엘 공격 칭찬, 개입 부인 재차”. 더 타임스 오브 이스라엘. 2023년 10월 10일.
214. ↑  “이란의 하메네이, 이스라엘에 가자 폭격 중단 요구”. 알자지라. 2023년 10월 17일.
215. ↑  Hafezi, Parisa; Choukeir, Jana; Cornwell, Alexander; Cornwell, Alexander (2025년 6월 18일). “이란 지도자, 트럼프의 항복 요구 거부; 트럼프, 인내심 다 떨어졌다고 말해”. 《로이터》 (영어). 2025년 6월 18일에 확인함.
216. ↑  “네타냐후, 이란 최고 지도자 암살은 갈등을 종식시킬 것이며 고조시키지 않을 것이라고 말하다”. 《아나돌루 아얀시》. 2025년 6월 19일에 확인함.
217. ↑  “위협 고조시키며, 국방장관은 이란의 하메네이가 '계속 존재할 수 없다'고 말하다”. 《타임스 오브 이스라엘》 (미국 영어). 2025년 6월 19일. 2025년 6월 19일에 확인함.
218. ↑  Provan, Sarah; Wheatley, Jonathan; Georgiadis, Philip; Ryan, Fergus; Sandlund, William (2025년 6월 19일). “이스라엘-이란 최신 소식: 이스라엘 국방장관, 하메네이는 '계속 존재할 수 없다'고 말하다”. 《파이낸셜 타임스》. 2025년 6월 19일에 확인함.
219. ↑  Delawala, Imtiyaz. “이란 외교부 장관 자바드 자리프 - 홀로코스트는 "극악무도한 범죄"이자 "대량 학살"”.
220. ↑  Stein, Sam (2013년 9월 29일). “이란 외교부 장관 - "홀로코스트는 신화가 아니다"” (영어). 허프포스트.
221. ↑  Keinon, Herb (2014년 3월 21일). “이란 하메네이, 홀로코스트의 "확실성"에 의문 제기”. 예루살렘 포스트. 2014년 4월 1일에 원본 문서에서 보존된 문서.
222. ↑  Levitt, Joshua (2014년 3월 21일). “이란 아야톨라 하메네이, 홀로코스트의 현실이 "불확실하다"고 말하다”. 알게마이너 저널. 2020년 1월 10일에 확인함.
223. ↑  Maloney, Suzanne (2014년 3월 21일). “이런, 또 그랬다 - 이란 최고 지도자, 홀로코스트에 의문 제기”. 브루킹스 연구소. 2015년 9월 23일에 원본 문서에서 보존된 문서.
224. ↑  Moore, Jack (2016년 1월 28일). “이란 아야톨라 하메네이, 추모일에 홀로코스트 부정 영상 게시”. 뉴스위크. 2020년 1월 10일에 확인함.
225. ↑  Turner, Camilla (2016년 1월 28일). “이란 최고 지도자, 홀로코스트 기념일에 홀로코스트 부정 영상 게시”. 데일리 텔레그래프. 2022년 1월 11일에 원본 문서에서 보존된 문서. 2020년 1월 10일에 확인함.
226. ↑  “이란 지도자 하메네이, 트위터에서 프랑스 홀로코스트 부인론자 칭찬”. 알게마이너 저널. JNS. 2019년 12월 18일. 2020년 1월 10일에 확인함.
227. ↑  “하메네이 트윗 - 홀로코스트를 부정하는 것이 왜 범죄인가?”. 2020년 10월 29일.
228. ↑  Rosenberg, Yair (2022년 6월 9일). “트위터가 가장 강력한 반유대주의자를 금지하지 않는 이유”. 《theatlantic.com》. 2022년 6월 11일에 확인함.
229. ↑  Coates, Victoria; Cohanim, Ellie (2021년 7월 20일). “이란은 반유대주의를 후원하고 선동하지만, 국민들은 이스라엘을 포용한다 | 의견”. 《뉴스위크》. 2022년 6월 12일에 확인함.
230. 1 2  Frantzman, Seth J. (2020년 9월 2일). “이란의 알리 하메네이, 재러드 쿠슈너에 대한 반유대주의 트윗으로 비난받다”. 예루살렘 포스트. 2022년 6월 12일에 확인함.
231. ↑  Mesa, Jesus (2024년 5월 30일). “아야톨라, 미국 대학생들에게 "역사의 올바른 편"에 서 있다고 말하다”. 뉴스위크.
232. ↑  Kukreti, Shweta. “이란의 하메네이, 반이스라엘 시위 미국 캠퍼스 학생들에게 공개 서한 보내며 "꾸란에 익숙해지라" 촉구”. 힌두스탄 타임스.
233. ↑  Timotija, Filip. “이란 최고 지도자, 미국 캠퍼스의 반이스라엘 시위 칭찬”. 《더 힐》.
234. ↑  “"꾸란에 익숙해져라..." - 이란의 하메네이, 미국 대학 반이스라엘 시위 학생들에게 서한 보내”. 뉴스18. 2024년 5월 30일.
235. ↑  “이란의 연대; 국민의 도움과 대중의 협력을 통한 팔레스타인과 레바논 억압받는 인민 지원 - 이란 국영 통신사”. 《irna.ir》 (페르시아어). 2024년 12월 17일에 확인함.

| 전임 마무드 알리 라자이 | 이란의 대통령 1981년 10월 9일 ~ 1989년 8월 16일 | 후임 악바르 하셰미 라프산자니 |

| 전임 루홀라 호메이니 | 이란의 라흐바르 1989년 6월 4일 ~ 현재 |  |